# Silent Hill 3
Silent Hill 3 — компьютерная игра в жанрах хоррора и приключенческого экшена, разработанная японской командой Team Silent и изданная Konami. Представляет собой третью часть серии и является прямым сюжетным продолжением первой Silent Hill. Компьютерная игра была выпущена на игровой приставке PlayStation 2 в Европе 23 мая 2003 года, в Японии — 3 июля, в Северной Америке — 5 августа и была портирована на PC компанией Konami Computer Entertainment Tokyo в том же году. HD-ремастеринг Silent Hill 3, разработанный Hijinx Studios, появился 20 марта 2012 года на платформах PlayStation 3 и Xbox 360. Российским дистрибьютором игры выступила компания «СофтКлаб», локализации подверглась только документация оригинальной версии проекта.
Сеттингом Silent Hill 3 является вымышленная вселенная, частично напоминающая реальный мир, в которой происходит пересечение повседневной реальности с другим, альтернативным миром, наполненным монстрами. Действие игры стартует спустя 17 лет после окончания первой части, в которой Гарри Мэйсон, после уничтожения «Бога» культа The Order (рус. Орден), забирает с собой маленькую девочку. Главной героиней игры является молодая девушка по имени Хизер, сталкивающаяся с погружением в мир собственных страхов как в неназванном городе, так и в таинственном Сайлент Хилле, куда Хизер отправляется в поисках разгадки происходящих с ней событий. Она обнаруживает, что культ планирует использовать её для рождения некоего «Бога», и становится участницей нарастающего конфликта внутри оккультной организации. Подобно другим играм серии, Silent Hill 3 использует тематику мистического хоррора и характерные для фильмов ужасов приёмы его подачи, повествуя о людях, попадающих в наполненный кошмарами потусторонний мир. Игровой процесс состоит в решении загадок, поиске необходимых предметов, исследовании локаций, противостоянии главной героини и монстров.
Игра была высоко оценена критиками, отметившими как исключительно высокий уровень графического и звукового оформления, так и удачное использование общих для фильмов и литературы ужасов элементов и собственной традиционной тематики серии. Впрочем, большинство рецензентов негативно высказались о некоторых элементах геймплея и неудобном управлении. Silent Hill 3 возглавила топ-чарты игровых продаж в Японии, находилась в десятке самых продаваемых игр Великобритании и России. Сюжет игры лёг в основу экранизации Майкла Бассета «Сайлент Хилл 2».

## Игровой процесс
Геймплеем Silent Hill 3 во многом схож со своими предшественниками и основывается на трёх основных элементах: боевой системе, исследовании локаций и решении головоломок. Общая продолжительность прохождения третьей части серии составляет от 7 до 12 часов. В игре используется вид от третьего лица. Хизер может блокировать атаки и уклоняться от врагов. Она также пользуется фонариком и переносным радиоприёмником, который издаёт треск при приближении монстров. Во время прохождения игрок может принимать решения, которые косвенно влияют на концовку игры, — к примеру, прощать или нет женщину в исповедальне. В Silent Hill 3 присутствует ряд пасхальных яиц, часть которых представляет собой отсылки к Silent Hill 2, несмотря на дорелизные заявления разработчиков, что проект никак не связан с предыдущими видеоиграми серии. В частности обыгрывается сцена в туалете, упоминается письмо от мёртвой жены.
Игрок может выбирать уровни сложности для головоломок и боевой системы отдельно. Разница между «средним» и «тяжёлым» уровнями сложности головоломок довольно значительна — так, для одного из пазлов достаточно простых манипуляций с предметами, в то время как та же головоломка на более высоком уровне сложности потребует от игрока знаний творчества Шекспира. На низком уровне сложности некоторых логических задач нет вообще, а имеющиеся снабжены большим количеством подсказок. На низком уровне сложности боя враги гораздо слабее и медлительнее, а упасть с карниза или попасть в ловушку вовсе невозможно. Чем выше уровень сложности, тем более сильны и агрессивны монстры, Хизер чаще промахивается, количество патронов резко сокращается, а ямы становятся смертельно опасными. В игре используется скрытая система балансировки, которая подсчитывает количество здоровья и боеприпасов и решает, стоит ли игроку в ближайшей локации «оставлять» припасы или нет:5.
В Silent Hill 3 два вида оружия — ближнего и дальнего боя. В игре есть возможность разблокировки нового снаряжения и костюмов. В качестве классического холодного оружия выступает стальная труба, также встречаются нож, булава, шокер и катана. К стрелковому оружию относятся пистолет, ружьё и автомат. В игре также можно обнаружить секретное оружие, такое как энерго-глаза, огнемёт и лазерный меч. После прохождения игры отображается рейтинг, который учитывает уровни сложности, время прохождения, количество сохранений и другие факторы. Повторное прохождение открывает новые возможности. Так, Хизер может встретиться с канализационной феей, которая при определённых обстоятельствах дарит дополнительное оружие — золотую и серебряную трубы, а некоторые детали обстановки могут меняться. Игра поддерживает систему чит-кодов. Так, при активации одного из них, в сцене встречи Хизер и Дугласа, последний преследует протагонистку будучи одетым в нижнее бельё. В игре также присутствует код Konami.

## Сюжет

### Основная часть
Пролог игры представляет собой страшный сон главной героини Хизер, в котором она бродит по заброшенному, тёмному и населённому чудовищами парку развлечений Lakeside, пытается спуститься по рельсам «американских горок» и погибает под колёсами спускающейся вагонетки. В этот момент Хизер просыпается. Она находится в большом торговом центре уже перед самым закрытием. Хизер звонит из телефонного автомата отцу и сообщает, что намеревается отправиться домой. С ней пытается заговорить пожилой человек, представляющийся детективом Дугласом Картландом, но Хизер сбегает от него и бродит по пустому торговому центру, постепенно погружающемуся в кошмарный потусторонний мир. Здесь, помимо чудовищ, главная героиня встречает безумную босоногую женщину по имени Клаудия, которая намекает на дальнейшую судьбу протагонистки и её предназначение. Она говорит, что появление монстров обусловлено божественной волей и просит вспомнить свою истинную сущность.
Когда Хизер удаётся выбраться в реальный мир, она оказывается у входа в торговый центр, где снова встречает Дугласа. Он признаётся, что нанят Клаудией с целью розыска главной героини. Хизер не доверяет своему спутнику и спускается в метро, где снова попадает в иной мир. На пути домой, пройдя через тёмные потусторонние станции, туннели метро, канализацию и офисные здания, Хизер встречает ещё одного странного человека — некоего Винсента, постоянно обитающего в мире кошмаров и не испытывающего никаких неудобств. Наконец, Хизер удаётся добраться до дома, где она обнаруживает тело своего отца, убитого по приказу Клаудии:123. После встречи Хизер и Клаудии последняя уходит, предварительно сообщив девушке, что смысл этого убийства был в «наполнении сердца Хизер местью и ненавистью». Хизер сражается с Миссионером, убившим её отца, после чего возвращается в свою квартиру, где снова встречает Дугласа.

Хизер в альтернативном мире сражается c Воспоминанием Алессы в парке развлечений Lakeside

Хизер принимает помощь детектива Картланда, и они на автомобиле отправляются в Сайлент Хилл с целью отомстить Клаудии. Выясняется, что отец главной героини — писатель Гарри Мэйсон, главный герой первой части серии, а сама Хизер — ребёнок, рождённый от Алессы Гилеспи. Клаудия, возглавив культ после смерти Далии, стремится к рождению «Бога» культа от Хизер, так как протагонистка является реинкарнацией Алессы. По пути в город Дуглас говорит, что Винсент оставил сообщение о необходимости поиска человека по имени Леонард.
По прибытии в заброшенный и окутанный туманом Сайлент Хилл они разделяются; Хизер посещает психиатрическую больницу Брукхэвен, где по телефону беседует с Леонардом Вульфом. Вульф, оказавшийся отцом Клаудии и членом культа, неожиданно соглашается помочь ей. Однако при личной встрече Хизер обнаруживает, что Леонард выглядит как страшное чудовище, и убивает его. С трупа она забирает печать Метатрона, которая должна предотвратить рождение «Бога». Вернувшись в мотель, Хизер застаёт там Винсента, который направляет её через парк развлечений в церковь — центр культа, возглавляемого Клаудией. По прибытии в парк развлечений Хизер попадает в иной мир, где испытывает то же чувство страха, что и в своём кошмаре. Там она находит раненого детектива Картланда. Ранее детектив встречался с Клаудией и пытался её остановить. В определённый момент он решает, что самый лёгкий способ предотвратить появление «Бога» — это убить Хизер, но он всё же не решается это сделать.
В церкви между Клаудией и Винсентом разгорается спор, в ходе которого Клаудия убивает бывшего соратника, заколов его кинжалом. К Хизер возвращаются воспоминания Алессы и ей становится плохо, поскольку обитающий внутри неё «Бог» пытается появиться на свет. Печать Метатрона оказывается бесполезной. Героиня открывает кулон, который ей передал Гарри, и съедает небольшую таблетку Аглаофотиса, хранившуюся в нём. Хизер рвёт «Богом», напоминающим эмбрион человека. Она пытается уничтожить «Бога», однако Клаудия проглатывает его, становясь новой богоматерью. Главу секты хватает монстр Валтиэль и утаскивает в дыру, протагонистка следует за ней. Внизу Хизер обнаруживает, что Клаудия мертва, а около неё находится рождённый «Бог». Главная героиня сражается с ним и, в конце концов, убивает. После битвы Хизер, расплакавшись, садится на пол, вспоминая своего умершего отца. Уже собравшись уйти, она оборачивается.

### Концовки
В Silent Hill 3 имеется несколько возможных окончаний, выбор между которыми зависит от действий игрока. Получение некоторых концовок обусловливается определённым количеством заработанных очков, которые зависят от убитых монстров и полученных повреждений в ходе игры. Первоначально разработчики хотели создать четыре окончания вместо трёх. Нереализованной осталась ситуация, в которой Хизер могла атаковать Клаудию, одержимую «Богом», что привело бы к рождению последнего и смерти главной героини. Впрочем, если не принимать Аглаофотис, то это всё же приводит к рождению «Бога». Сценарист делает следующую ремарку об НЛО-концовке: «Я думаю, что те, кто видел эту концовку, знают — она связывает все три игры серии, не так ли? Истина в том, что именно это и происходит на самом деле».
- «Нормальная» (англ. Normal) — вернувшись в «Парк развлечений», Хизер говорит Дугласу, что ничего ещё не закончилось, пока он жив. Она приближается к детективу, держа в руках нож, делает ложный выпад и, смеясь, оправдывается, что это «всего лишь шутка». Картланд отмечает, что у Хизер ужасное чувство юмора. В титрах главная героиня стоит у могилы отца[34].
- «Одержимая» (англ. Possessed) — Дуглас погибает от рук Хизер. Её лицо не показывается, в титрах чёрный экран[34]. Отчасти концовка оттеняет пророчество, звучащее во время игры: «…С окровавленными руками ведущая верующих в рай»[25].
- «Месть» (англ. Revenge) — шуточная концовка, в ходе которой Хизер, Гарри и инопланетяне взрывают Сайлент Хилл. Титры демонстрируются на фоне уничтоженного города. В этот момент звучит юмористическая японская песня, исполненная разработчиками, высмеивающая персонажей игры. Само окончание, в отличие от первых двух скриптовых роликов, нарисовано в формате озвученного комикса[К 4][27][34][25].

### Персонажи

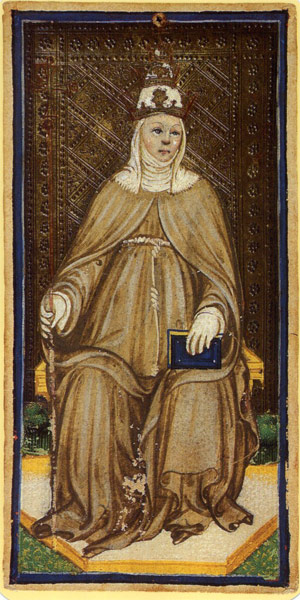
Карта Клаудии — Верховная жрица

Характер ключевых персонажей видеоигры отражён в картах Таро — системе средневековых символов. Картам придавалось глубокое значение: с древних времён они использовались с целью предсказания будущего. Именно карты Таро отражают характерные черты персонажей видеоигры. Главной героиней и основным персонажем игры является семнадцатилетняя Хизер Мэйсон (англ. Heather Mason). По словам разработчиков, она «обычная девушка, которую можно встретить где угодно». Вместе с тем она вспыльчива и остра на язык. Хизер — приёмная дочь писателя Гарри Мэйсона. Представляет собой реинкарнацию Шерил Мэйсон и Алессы Гилеспи. Она играет важную роль в усилиях Клаудии Вульф добиться рождения «Бога», поскольку вынашивает его зародыш. Именно поэтому Хизер получила бессмертное тело. Разработчики выбрали имя протагонистке в честь актрисы Хизер Моррис (англ. Heather Morris), озвучившей главную героиню. Отчасти на это решение повлияло и произведение «Макбет», где встречалась фраза «Hills on heath» (рус. Холмы на пустоши), указывающая на произношение — «Heather». Карта Хизер — Дурак, означающий безрассудство, потенциал и отрешённость.
Сценарист Оваку упоминал, что появление женского играбельного персонажа навеяно двумя причинами: во-первых, Хироюки надоели мужские протагонисты, а во-вторых, мужчина физически не может стать матерью «Бога». Хизер Моррис в интервью отмечала, что ей очень повезло получить главную роль в Silent Hill, поскольку это предоставило возможность актрисе «заглянуть в мир создания видеоигр». На Моррис произвели большое впечатление талантливость и креативность творческого коллектива — «это очень скрупулёзный процесс, и в создание этого мира вокруг меня было вложено огромное количество работы». Актриса описала своего персонажа как «крутую девчонку и немного пацанку», которая, несмотря на свой юный возраст, была весьма бесстрашной, сильной и интересной. Журнал «Игромания» назвал её самой реалистичной игровой героиней «всех времён и народов». В переиздании персонажа озвучивала Аманда Уайнн-Ли.
Основным антагонистом игры выступает женщина двадцати девяти лет по имени Клаудия Вульф (англ. Claudia Wolf). Она является главой и жрицей секты The Order, некоего подобия сатанистского течения. С ней жестоко обращались в детстве. Клаудия продолжила дело Далии и использует инкарнацию Хизер для создания нового мира. Считает, что не будет прощена и останется грешницей. Причина её поступков кроется в истинной вере и стремлении спасти души всех людей. Создатели отмечают, что её судьба печальна, и приравнивать Клаудию к обычным «злодеям» нельзя. Она готова на всё, чтобы достичь своей цели — создать рай. Несчастная жизнь с отцом становится причиной её самоуверенности. Клаудия обладает определёнными магическими способностями — она может управлять сердцами и разумом верующих, а также вызывать параллельный мир. Никакого намерения использовать «Бога» у неё нет. Характер антагониста вдохновлён религиозной фанатичкой из фильма «Святая кровь», сыгранной Бланкой Герра, и имеет значительное отображение в образе Кристабеллы из первой экранизации «Сайлент Хилл». Персонажа в оригинальной версии озвучивала актриса и певица Донна Бёрк, в HD-переиздании — Лора Бэйли. Карта Клаудии — Верховная Жрица — означает веру, тайну и догматизм. Донна Бёрк в интервью созналась, что роль Клаудии была для неё особенной. Она описала антагонистку как сильного персонажа, который «не просто реагирует, а действует». Актриса также отметила, что внешне похожа на Клаудию.
Дуглас Картланд (англ. Douglas Cartland) является пожилым мужчиной «почти 60-летнего возраста», представившимся частным детективом. Он был нанят Клаудией для поиска Хизер. Ранее работал в полиции, уволился за десять лет до событий игры. Его сын был убит на месте преступления при попытке ограбления банка:59. После смерти Гарри он сопровождает Хизер в Сайлент Хилл в качестве союзника. Выживание Дугласа зависит от полученной концовки. Дуглас упоминается в книге «Сквозь туман — скептик в Сайлент Хилле» в Silent Hill: Homecoming, согласно которой Картланд успешно разоблачил деятельность культа. Персонажа озвучивал Ричард Гросс (англ. Richard Grosse). Актёр скончался незадолго до выпуска игры от печёночной недостаточности. В HD-издании Картланд говорит голосом Кирка Торнтона. Карта Дугласа — Повешенный — означает преданность, стойкость и самопожертвование. Эта карта выражает ироничную судьбу Дугласа, который вмешивается в дела Хизер, но в конце концов не способен ей ничем помочь.

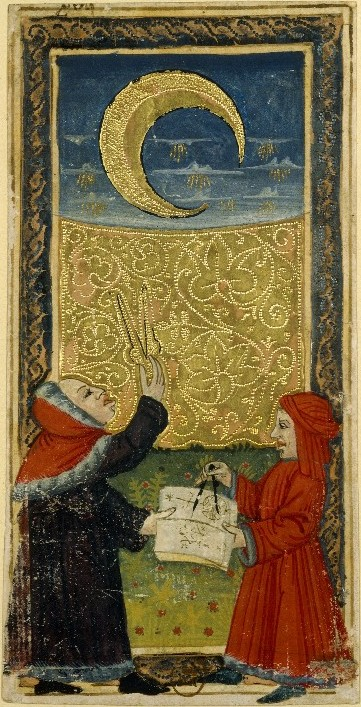
Карта Винсента — Луна

Винсент (англ. Vincent) — молодой человек двадцати четырёх лет, являющийся священником культа. Благодаря его финансовым усилиям число приверженцев культа возросло, и деятельность организации была восстановлена после смерти Далии. Винсент более прагматичен, чем Клаудия, — он не разделяет догматичные взгляды главы секты и выступает против её действий. Винсент создаёт впечатление, что он на стороне Хизер. На его деньги была построена церковь, в которой его убивает Клаудия. Несмотря на опрятный вид, разработчики подчёркивают, что Винсент — лицемер, который использует культ для своей личной выгоды. «Он всегда так смеётся, будто что-то скрывает». Цель Винсента — зарабатывать деньги с помощью церкви. И хотя в его планы входило связать способности Клаудии и Алессы с церковной верой, он не желал заходить так далеко, чтобы увидеть рождение «Бога». Именно поэтому он хотел сблизиться с Хизер и помешать осуществлению планов Клаудии. В оригинальной версии игры персонажа озвучивал Клиффорд Рипель (англ. Clifford Rippel), в переиздании — Юрий Ловенталь. Карта Винсента — Луна, символизирующая беспокойство, недоверие и непостоянство.
Леонард Вульф (англ. Leonard Wolf) в игре выступает как отец Клаудии и бывший лидер The Order. Хизер встречается с ним в больнице Брукхэвен, чтобы получить печать Метатрона, которая, по мнению Винсента, способна предотвратить рождение «Бога». Однако Леонард оказывается монстром. Его теология несколько отличается от богословия дочери: он верит, что только члены секты будут спасены. Леонард стал тем человеком, который обратил Клаудию в верование культа. Он имел строгие взгляды и физически наказывал дочь за поведение, не соответствующее религии. Персонажа озвучивал Мэтт Лэгэн (англ. Matt Lagan). В игре встречаются протагонист из второй части, Джеймс Сандерленд — он прячется за занавеской в Revenge-концовке, Анжела Ороско, поедаемая монстром в торговом центре, и медсестра Лиза, которая попадается в альтернативном госпитале. Изображения Марии, героини второй части серии, можно встретить как в клубе Heaven’s night, так и на обложке журнала, находящегося в палате S1 госпиталя.

## Разработка

### Создатели
Silent Hill 3 была разработана командой Team Silent, представляющей собой структурное подразделение Konami Computer Entertainment Tokyo. Создание PlayStation 2-версии игры началось после выпуска Silent Hill 2, практически одновременно с другим направлением серии, первоначально не пронумерованным спин-оффом, который в конечном итоге стал игрой Silent Hill 4. Проект был официально анонсирован в мае 2002 года. Над триквелом работала относительно малочисленная команда, состоящая из сорока человек — отчасти те же люди, что создали Silent Hill 2, в меньшей степени новички. Небольшая группа разработчиков от KCET осуществляла портирование на PC для операционных систем Microsoft Windows. В производстве оригинальной версии игры было задействовано 8 актёров озвучивания. Разработкой HD-издания занималась Hijinx Studios. Разработчики заявляли, что упорный труд Hijinx и Konami сделает из переиздания ценную часть истории Сайлент Хилла, которую будут ждать как старые, так и новые фанаты серии.

### Технические особенности
Видеоигра базировалась на игровом движке от Silent Hill 2, в котором была улучшена детализация интерьеров, использовались новые текстуры, графические фильтры и реалистичное освещение. В проекте была использована опция noise effect, представляющая собой визуальный эффект старой киноплёнки. В игре присутствуют только скриптовые ролики, поскольку, по мнению сценариста, заранее отрендированное видео «нарушает течение игры». Ряд специфических особенностей лицевой анимации невозможно перенести с помощью технологии захвата движения, поэтому, помимо технологии motion capture, было принято решение использовать видеозаписи актёров озвучивания. Кадровая частота игры составляет 30 кадров в секунду.
В переиздании Silent Hill HD Collection были произведены значительные улучшения визуальных эффектов, замена устаревших текстур и изменения в освещении. Разрешение игры составило 720p. В проекте была представлена новое озвучивание, осуществлены ремастеринг саундтрека и поддержка звука формата 5.1. Несмотря на многочисленные отсрочки в выходе компиляции и общий срок разработки более двух лет, после релиза сборника в нём было замечено множество недоработок: плохая производительность, проблемы с синхронизацией и звуком. 21 марта 2012 года появился патч, размер которого составил 297 мегабайт. Он модернизировал HD-издание до версии 1.01 и предназначался только для коллекции на платформе PS3. Однако после его установки остались без изменений периодические зависания, ошибки в кат-сценах и проблемы с текстурами. Представители Konami предложили игрокам для решения технических вопросов обратиться в сервис поддержки. Следующий патч появился только 11 июля; он исправлял проблемы, связанные с частотой кадров, синхронизацией голосов и отображением тумана. Аналогичная заплатка для коллекции в версии для Xbox 360 первоначально планировалась к выпуску, но 8 августа 2012 года Konami объявила, что её релиз отменён из-за «технических проблем».
Причина большого количества упущений заключалась в том, что Konami потеряла исходные материалы второй и третьей частей серии, и Hijinx Studios работала с бета-версией сборки оригинального кода. Поэтому команде приходилось иметь дело как с багами, связанными с портированием, так и с другими оплошностями, которые были в своё время исправлены Team Silent. Художники потратили много времени на перенос мелких деталей, вроде надписей на стенах и других объектах, которые практически невозможно было увидеть на консольных оригиналах. Многие составляющие, в том числе текстуры и звуковые файлы, брались из скомпилированных версий игр. «Принимая во внимание не совсем стандартный подход к созданию оригинальных Silent Hill 2 и Silent Hill 3, это добавило нам огромное количество уникальных проблем. Могу поклясться, что одно время модель Хизер была синего цвета», — говорил Хьюлетт.

### Производственный процесс
Дизайнером Дайсуке Накаяма (англ. Daisuke Nakayama) было разработано 8 разных логотипов игры, но в конечном итоге в игре использовался только один. Первый был раскритикован Хироюки Оваку, как не отражающий образ игры; второй не был задействован по причине сходства с лого Winning Eleven 6; третий не принят из-за стилистического сходства со второй частью серии; четвёртый и пятый были охарактеризованы как безатмосферные; шестой описан как готичный, но не передающий нужного воздействия; седьмой забракован как быстротечный и нестабильный. Финальный вариант, созданный 25 мая 2002 года, по словам сценариста, был ярок и передавал глубинный страх. Именно его и решено было задействовать в проекте.
Процесс motion capture Хизер Моррис происходил за несколько дней, в течение которых были записаны ходьба, прыжки, перепрыгивания, скачки и нырки различных размеров и форм. «Мне приходилось часами вертеть головой и наклонять её, поскольку это было необходимо для создания основы реалистичного поведения персонажа», — отмечала Моррис. Для Хизер это была первая работа с захватом движения, в ходе которой ей помогали Джереми Блаустейн (англ. Jeremy Blaustein) и её навыки тхэквондо.
Актрисе приходилось надевать чёрную обтягивающую одежду, на которую присоединялись датчики движения. Первые несколько дней работа была сосредоточена на незначительных движениях, ходьбе, беге, дыхании. В последующем процесс был усложнён, актриса занималась лазаньем по лесам, спрыгиванием с объектов различной высоты и сражениями с монстрами. Для придания движениям реалистичности использовались несколько различных техник — «Я хорошо помню, как один из членов <…> команды привязал к моей ноге амортизирующий трос и тянул за него снизу, имитируя собаку, вцепившуюся в моё бедро». После были записаны действия с другими актёрами, где важными составляющими являлись как физическое расположение артистов в пространстве относительно датчиков, так и естественность сцен. Во время звукозаписи происходило большое количество забавных ситуаций. Впоследствии из аудиодорожек приходилось вырезать хохот. Клиффорд Рипель отмечал, что работа была сделана быстро, тщательно и c чувством перфекционизма: один день был потрачен на захват движения и два на озвучивание. Перед motion capture актёр отыгрывал несколько сцен, главным образом с целью технической проверки исправности оборудования. У Риппеля не было полной версии сценария, поэтому за разъяснениями образа своего персонажа он обращался к Блаустейну.
В игре был использован фрагмент из первой части серии, в котором звучал голос Тессали Лернер (англ. Thessaly Lerner), игравшей Лизу Гарланд. Это было сделано без согласия актрисы, и её агент пригрозил Konami иском в суд. Издатель выплатил две тысячи долларов в досудебном порядке. Лернер заявляла, что компании заботятся только о себе и собственных деньгах.
В сборнике Silent Hill HD Collection у Silent Hill 3 имеется только новое озвучивание, первоначальный вариант отсутствует. По словам представителей издателя, это произошло ввиду «технических и организационных факторов». Хизер Моррис заявила, что никто из Konami и не пытался с ней связаться, а о выпуске компиляции она узнала случайно. Актриса сообщала: «Я искренне благодарна и горда тем, что люди ценят мою работу над Silent Hill 3 <…> Надеюсь, что всем поклонникам понравится образ Хизер в исполнении новой актрисы так же, как и ранее — в моём». Клиффорд Рипель в интервью заявлял, что не хотел бы принимать участия в переозвучивании своего персонажа.

### Концепция

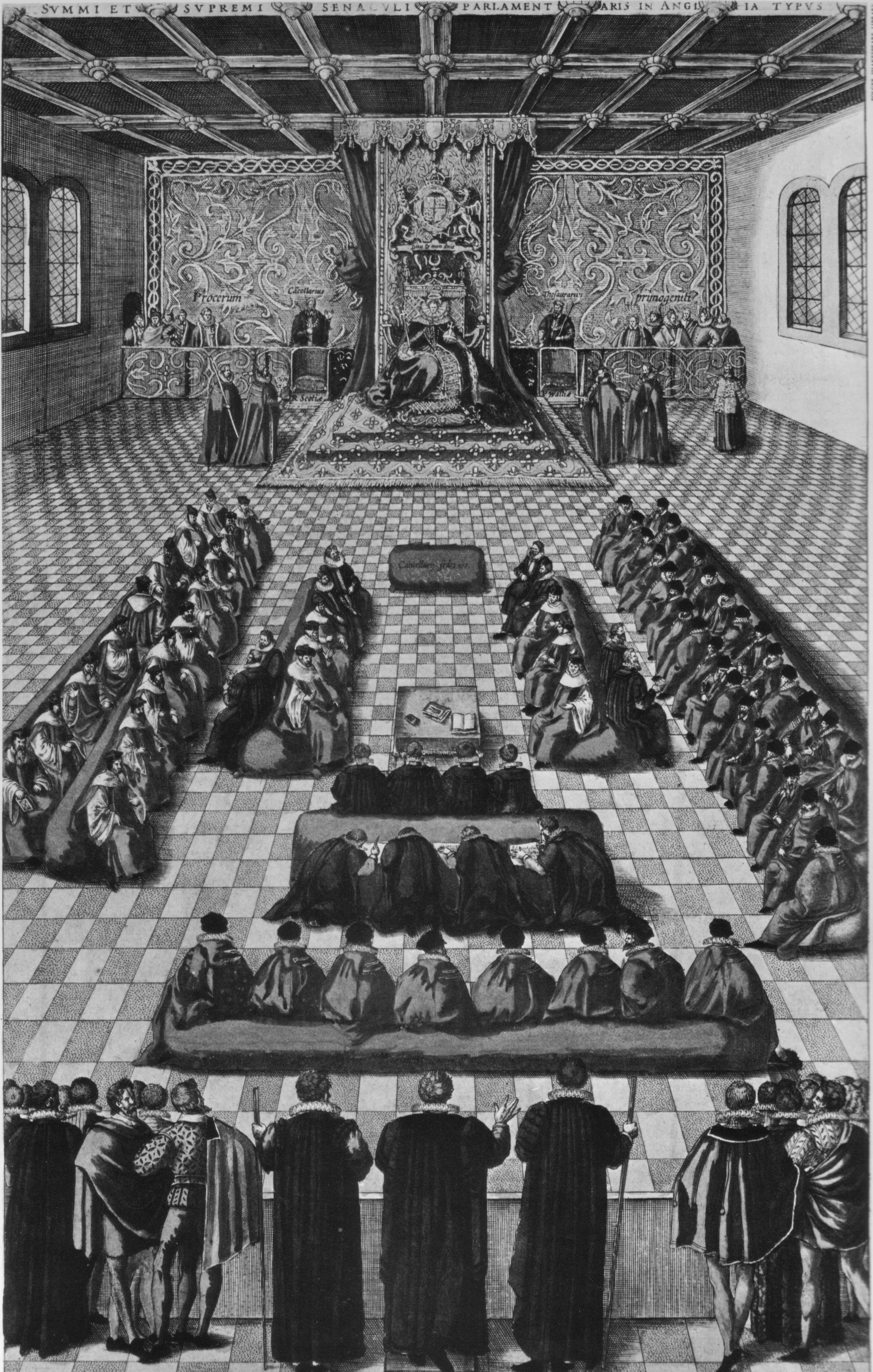
Иллюстрация Парламента Великобритании XVI века. Идея расположения скамей по окружности была использована в интерьере церкви культа для того, чтобы каждый из прихожан мог беспрепятственно смотреть на действо в центральной части помещения

Сценарий видеоигры, первоначально написанный на японском языке, был готов к моменту выхода Silent Hill 2. Для того чтобы вдохнуть жизнь в англоязычную версию текста, проводились многочисленные проверки оригинала и переводного варианта сценариев. С самого начала разработки, в 2001 году, Team Silent прорабатывала основной компонент Silent Hill 3 — чувство страха. Создатели хотели отойти от формулы, задаваемой во второй игре серии, где страх нагнетался постепенно. Игрока пугала тишина, переходящая в беспокойство, затем перерастающее в ужас. В Silent Hill 3 использован принципиально иной подход: «Мы хотели создать более жестокое, наглядное чувство страха. Нечто шокирующее, контрастирующее с атмосферой предыдущей части», — говорил Хироюки Оваку. «Мы сделаем игру, которая будет настолько страшной, что люди попытаются бросить её — но продолжат играть, потому что не найдут сил оторваться… Наша цель — превзойти ожидания аудитории», — вторил Кадзухидэ Накадзава, заявлявший на стадии разработки, что постарается представить видеоигру новой градацией ужаса. Руководитель проекта так прокомментировал концепцию триквела:
| SH3 станет самой страшной игрой сериала. Кто-то у нас в команде не мог воплотить все свои идеи в предыдущих частях, и вот теперь люди свободно реализуют их здесь — это касается как визуальной стороны, так и сценария. Плюс, во время работы над приквелами мы получили немало уроков, и весь этот опыт позволит сделать игру по-настоящему пугающей. |

Одна из основ нового подхода — реалистичность. Так, у таких игровых уровней как церковь, метро и парк Lakeside есть реальные прототипы. Обстановка в церкви частично навеяна архитектурой Британского парламента. Некоторые карты, встречающиеся в игре, были нарисованы пятилетним ребёнком, сыном одного из дизайнеров. При создании монстров использовался символизм, а также кровавые эффекты, «которых никто раньше не видел». Идея переноса части действия в другой город получила своё закрепление из-за желания команды Team Silent включить в игру локации, которых не может быть в небольшом Сайлент Хилле.
Акира Ямаока в ответ на вопрос, понимает ли он, что происходит в серии, заявил, что ему интересно, понимает ли всё полностью хоть кто-нибудь, кроме самого Оваку. Композитор был удивлён, узнав, что игра частично основана на психоаналитических теориях Зигмунда Фрейда. Сценарист отметил, что сам до конца не осознавал значение Валтиэля, пока при подготовке к выходу руководства «Lost Memories» Ито не пояснил его значение. Руководитель проекта отрицал мысль об упрощении истории, поскольку, по его мнению, действительно страшным может быть только что-то неведомое, неизученное и непонятное. Иной взгляд на сюжет был у Такаёси Сато, одного из ключевых создателей Silent Hill 2: «Мне нравится глубокий, интроспективный, психологический хоррор. Мне нравятся истории, где злодеи на самом деле не злые вовсе — они просто имеют свои цели и преследуют их. В Silent Hill 3 не ощущалось какой-то глубокой подоплёки. По мне, так SH3 — обычный хоррор, уже не психологический».

### Символизм и анализ
Silent Hill 3 имеет прямую связь с первой частью серии как по структуре, так и по сюжетным особенностям. Обе они стартуют в потустороннем мире, в конце которого герои погибали, после чего просыпались в закусочной и встречали представителя закона. В торговом центре оба персонажа сталкивались с телевизорами, транслирующими помехи, на которых проявлялось изображение Шерил. И Гарри, и Хизер приходилось сражаться с боссами, напоминающими червей. У каждого из них состоялась битва в парке аттракционов на движущейся карусели. В двух играх финальная локация представляла собой переплетение из различных комнат, отражающих сюжетное прошлое героев, — школы, больницы, комнаты Алессы. И Далия, и Клаудия ставили перед собой цель возродить божество, и им обеим это удавалось. При этом они обе погибают, а из-за применения Аглаофотиса главный герой побеждает монстра и покидает город Сайлент Хилл. Впрочем, эти сходства сложно заметить при прохождении игры.
В серии игр Silent Hill часто используется так называемая «туалетная тема». В Silent Hill 3 первый раз альтернативный мир начинает проявлять себя после того, как главная героиня посещает дамскую комнату. Разработчики поясняют, что это связано с японской «страшилкой», призванной пугать детей. Согласно этой истории, ребёнок, провалившийся в дыру туалета, не может из неё выбраться и бесследно исчезает. Это является своего рода посылом как к японским обычаям вообще, так и к традициям серии в частности. Красный цвет является доминирующим в Silent Hill 3. Он символизирует кровь и наиболее наглядно демонстрируется в момент пробуждения Хизер в торговом центре. Закатный свет, льющийся в тот момент из окна, гораздо ярче, чем он может быть в реальности. Вдохновением для этой сцены послужила сама природа — именно осенью в Токио у неба во время заката красноватый оттенок. Другим немаловажным цветом был оранжевый, обозначающий пламя.

### Влияние

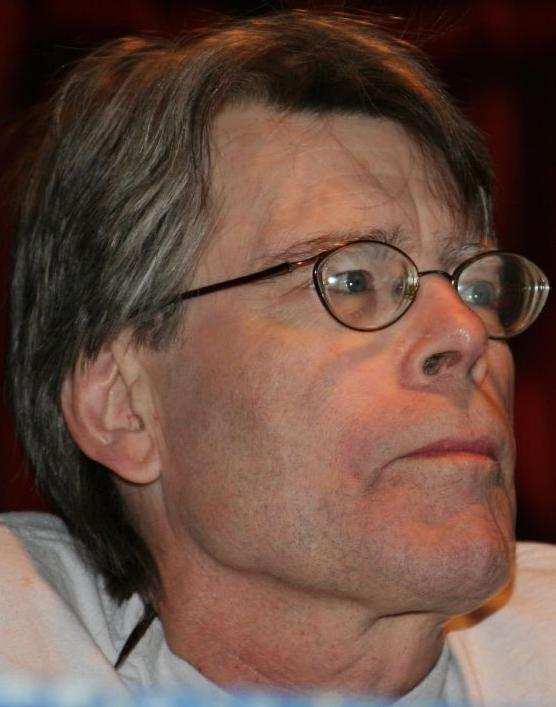
Стивен Кинг — представитель жанра хоррор, оказавший значительное влияние на серию Silent Hill

Как и на всю классическую линейку игр Silent Hill, наибольшее воздействие на Silent Hill 3 оказал фильм «Лестница Иакова». Одна из станций в метро в игре носит название Берген Стрит, что дублирует название станции из киноленты. Также встречаются отсылки к ряду художественных фильмов, среди них: «Девятая сессия» Брэда Андерсона, «Суспирия» Дарио Ардженто, «Новая надежда» Джорджа Лукаса, «Голова-ластик» Дэвида Линча, «Подмена» Питера Медака, «Кладбище домашних животных» Мэри Ламберт, «В пасти безумия» Джона Карпентера, «Звонок» Хидэо Накаты, «Пятый элемент» Люка Бессона, аниме-сериал «Сейлор Мун» и ряд других:75. Существует и обратное влияние Silent Hill 3 на синематограф, в частности на первую экранизацию — «Сайлент Хилл» режиссёра Кристофа Гана. В проекте представлены три игровые отсылки. Так, в одном из зданий можно обнаружить труп человека с пистолетом, напоминающего Солида Снейка, главного персонажа Metal Gear Solid. В альтернативном Брукхевене находится комикс по серии игр Resident Evil, ближайшему конкуренту серии, лежащий в мусорном ведре. В торговом центре на одной из дверей изображён Pac-Man.
Разработчики также отметили, что одним из писателей, оказавших влияние на видеоигру, был романист, работающий в жанре ужасов, — Стивен Кинг; в частности, его произведения «Туман» из сборника «Команда скелетов» и «Кэрри». Среди других работ создатели особо выделяют «Фантомы» и «Дверь в декабрь» Дина Кунца, «Тоно Моногатари» фольклориста Кунио Янагита, «Инугами» и «Сикоку» Масако Бандо, «Жало» Роберта Маккамона, «Человек-ящик» авангардиста Кобо Абэ, «Чёрный кот» Эдгара По. В игре встречаются аллюзии и на классические сказки: «Алису в Стране Чудес» Льюиса Кэрролла, «Золушку» Шарля Перро, «Удивительного волшебника из страны Оз» Фрэнка Баума, «Белоснежку» братьев Гримм и «Матушку Гусыню». Одну из сказок, «Чудовище и волшебница», создатели придумали сами. Кроме того, затронута и более «взрослая» литература за авторством Шекспира — «Гамлет», «Ромео и Джульетта», «Король Лир», «Отелло» и «Макбет». Драматичность, характерная для этих трагедий, имеет прочную связь с тематикой игры.
Разработчики черпали вдохновение в нестандартных работах японских мангак Даидзиро Морохоси («Случай с Сиори и Симико при участии только что отрезанной головы») и Дзюндзи Ито («Город без улиц»). Среди других деятелей изобразительных искусств, оказавших воздействие на игру, были художники Иероним Босх, живописец Питер Брейгель, сюрреалист Сальвадор Дали и Энди Уорхол:78. Религия культа, упоминаемого в Silent Hill 3, частично перекликается с каббалой. Все тринадцать улиц Сайлент Хилла, которые обозначены на карте во второй и третьей частях серии, названы в честь писателей. В их число входят автор фэнтези Роберт Натан, драматург Дэвид Уилтц, автор мистических романов Дэвид Линдсей, детективный романист Эндрю Ваксс, специализирующийся на психологических триллерах Дэвид Мартин, работающий в жанре научно-фантастического саспенса Уильям Катц, писатель жанра магического реализма Джонатан Кэрролл, а также Лоуренс Сандерс, Ричард Нили, Томас Харрис, Джон Саул, Рональд Мансон и Рут Ренделл.

### Дизайн персонажей
На персонажей Silent Hill 3, как и в предыдущей игре серии, повлияли реальные артисты. Каждое из четырёх основных действующих лиц детально прорабатывалось, у него были свои отличительные черты. Создатели стремились сделать персонажей максимально живыми, такими, какими бы они выглядели в реальной жизни. Разработчики посчитали, что относительно небольшое количество героев триквела пошло только на пользу проекту.
Первоначально команда создателей хотела назвать главную героиню Хелен (англ. Helen), однако это имя было названо чересчур старомодным и было изменено на имя актрисы, озвучившей протагонистку. Изначально Team Silent представляла Хизер милой, юной и невинной девушкой, — но от этой идеи было решено отказаться. Синго Юри (англ. Shingo Yuri), дизайнер персонажей, использовал в качестве ориентира для образа Хизер черты внешности двух знаменитых актрис, прославившихся своими ролями в подростковом возрасте, — Софи Марсо и Шарлотты Генсбур. Представление об образе протагонистки различалось у мужской и женской половин разработчиков. Так, Синго хотел изобразить Хизер с прямыми волосами и в джинсовых бриджах, в то время как его коллеги-девушки настаивали на волнистых волосах и юбке, оголяющей ноги. Эти черты должны были придавать персонажу женственность и сексапильность, поэтому Юри поддался на уговоры, уступив женскому чувству моды.
Дуглас Картланд получил своё имя в честь популярного актёра 20-х годов Дугласа Фэрбенкса. Разработчики отметили, что иной связи с тёзкой у персонажа нет. Образ неприметного частного детектива сформировался на ранних этапах разработки и закрепился вплоть до выпуска игры. Создатели пояснили, что Дуглас зачёсывает волосы назад с целью скрыть лысину. Прототипом эскизов Картланда были актёры Джанкарло Джаннини и Иэн Холм.
Персонаж Клаудии Вульф был самым сложным для разработчиков. Ранние эскизы свидетельствуют о том, что Клаудия могла выглядеть как мусульманка в парандже, женщина с длинным шлейфом платья, молодая девушка в строгом костюме, лысая татуированная женщина — однако все эти архетипы были отвергнуты. По замыслу Team Silent, внешний вид антагониста должен внушать страх; выглядеть странно, загадочно и консервативно. В конце концов создатели нашли баланс, увидев необычную фотографию из журнала мод, — модель была безбровая, что не давало возможности определить её чувства. Взяв за основу образ Джулианны Мур, они убрали брови и слегка подкорректировали пропорции лица. Первоначально антагонистка носила имя Кристи (англ. Christie), однако оно было признано «слишком милым» и впоследствии заменено. Персонаж назван в честь итальянской актрисы Клаудии Кардинале.
Винсент приобрёл своё имя в честь Винсента Галло; их общая черта — небритость. Костюм персонажа в игре довольно официален, рассматривались и другие стили — неряшливая «уличная» и повседневная одежда. Во время разговора один его глаз не смотрит на собеседника. Эта деталь позаимствована у Джефри Гоинса в исполнении Брэда Питта из фильма «12 обезьян». На ранней стадии разработки создатели ориентировались на образ американского актёра и литератора Итана Хоука. Черты актёров подчёркивают «нервозность и переменчивость настроения» персонажа.

Визуальные архетипы персонажей
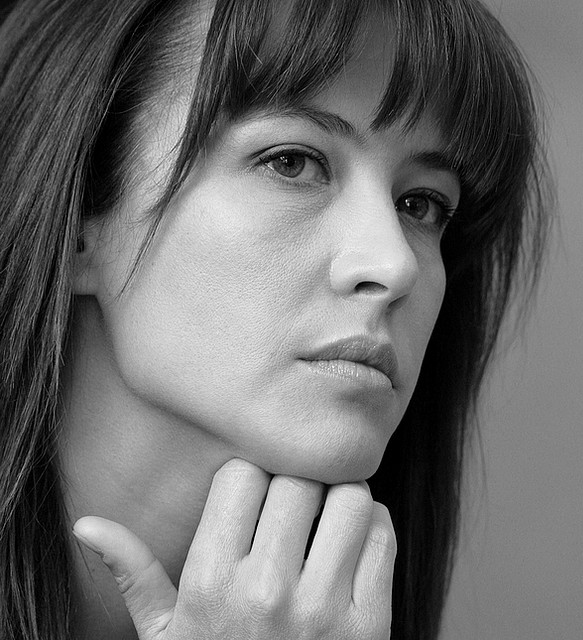
Софи Марсо
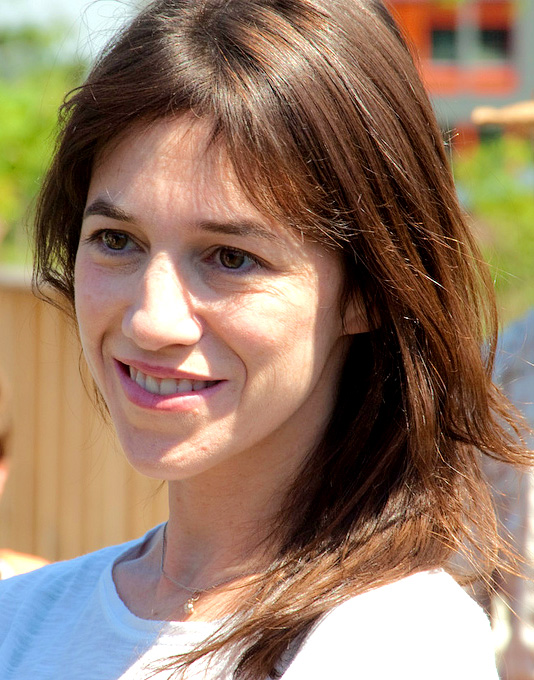
Шарлотта Генсбур
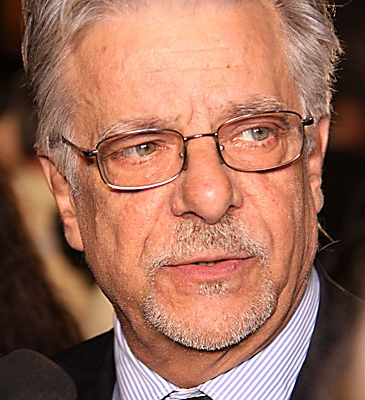
Джанкарло Джаннини
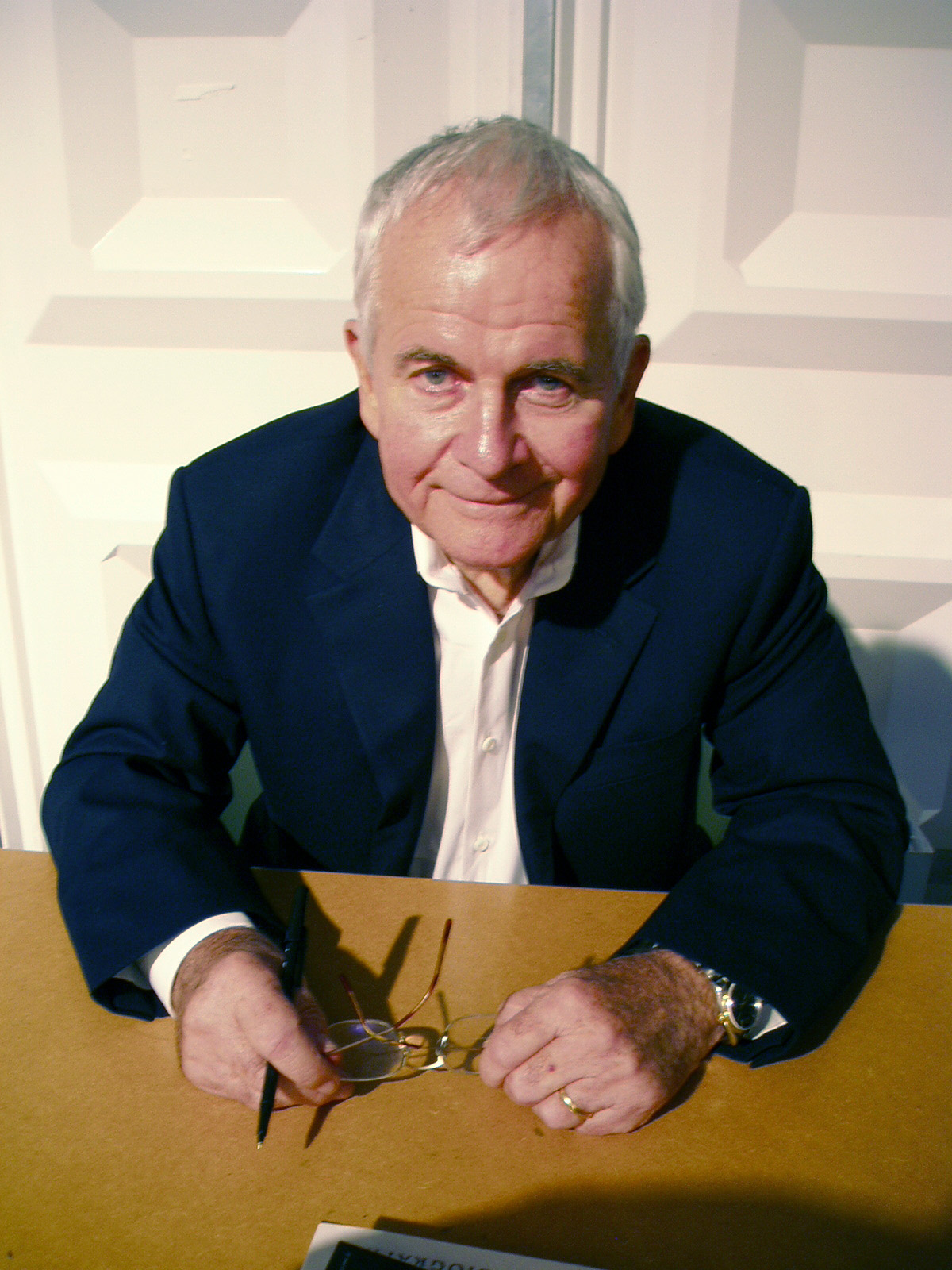
Иэн Холм
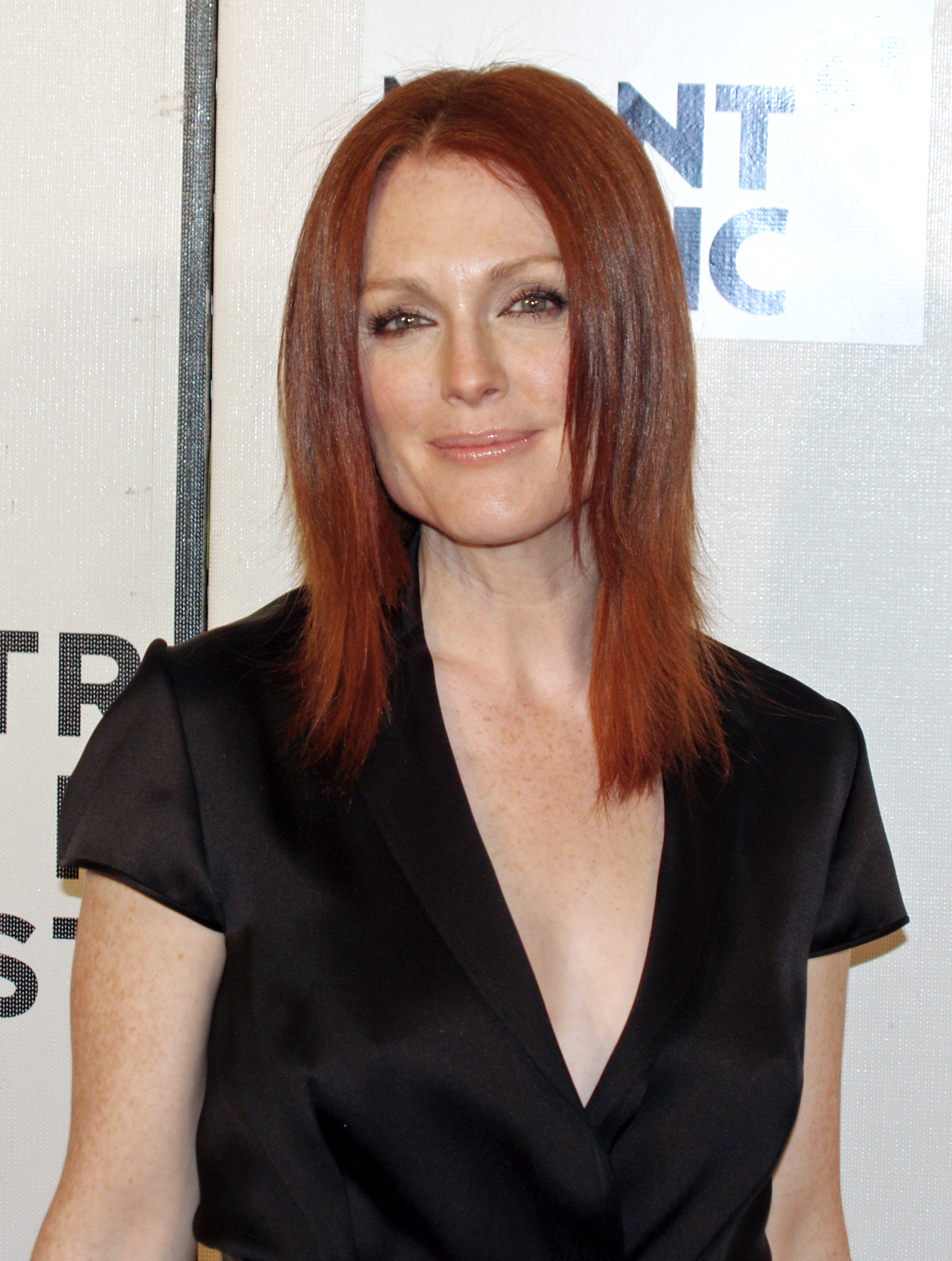
Джулианна Мур
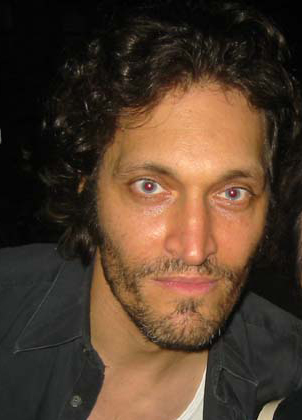
Винсент Галло
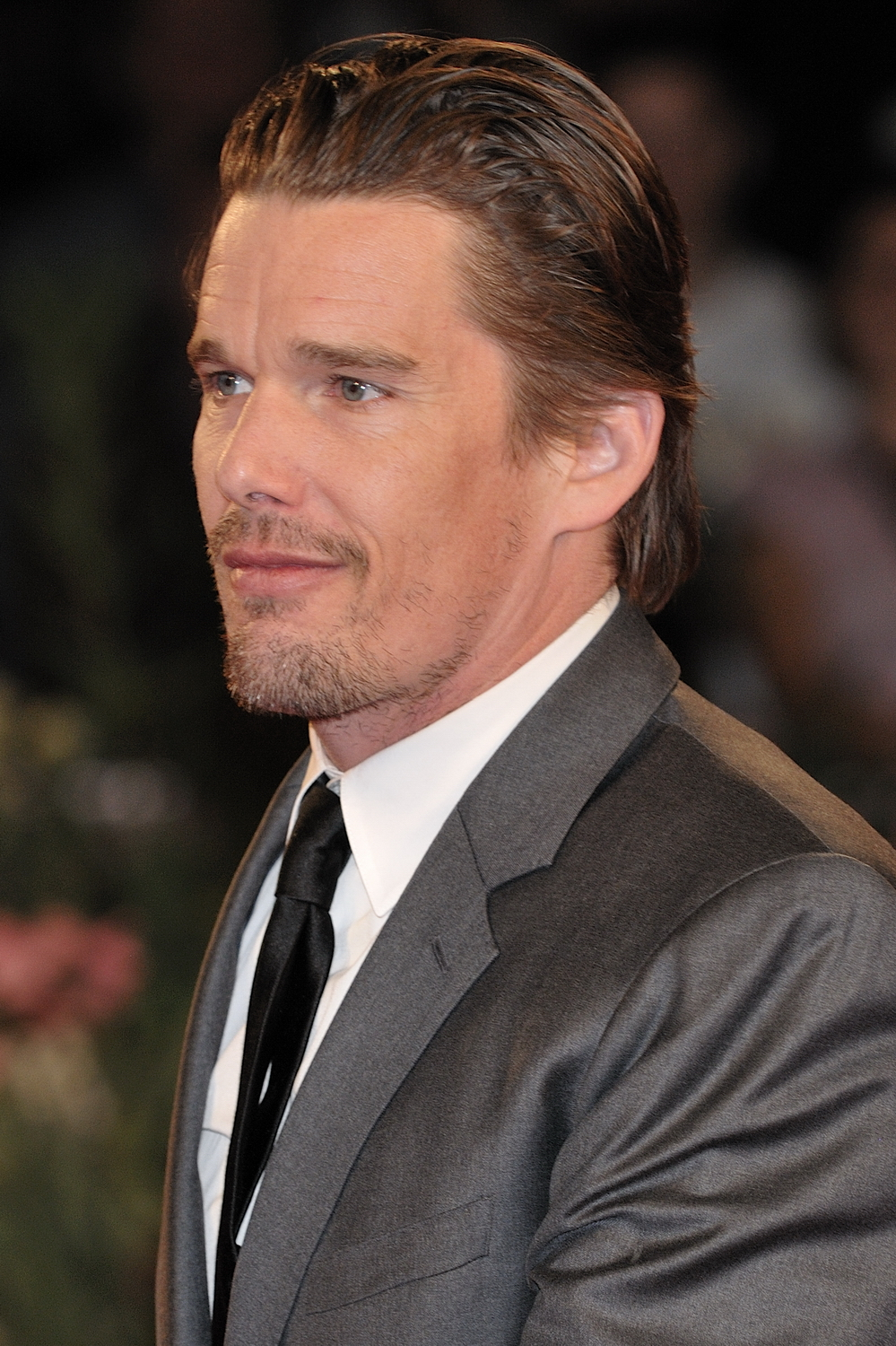
Итан Хоук

### Монстры
В игре присутствует порядка пятнадцати типов монстров, из них пять боссов. Каждому из существ присущ определённый символизм, наряду с желанием разработчиков вызвать у игроков отвращение. В качестве примера, Психорак (англ. Insane Cancer), представляющий собой огромное распухшее тело, назван так, потому что его внешность навеивает мысли о раковой опухоли. Команда Team Silent постаралась включить в игру большое количество врагов, чтобы игроки могли насладиться различными тактиками борьбы с ними. Звуки, издаваемые существами, основаны на смешении цифровых эффектов и «голосов» животных. Так, Двоеглавы (англ. Double head) ревут как львы, Ближники (англ. Closers) дышат как носороги, а Оцепеневшие тела (англ. Numb body) издают звуки как ослов, так и обезьян:90.
При создании монстров разработчики руководствовались следующей теорией. На старинных картинах демонов изображали с рогами, копытами и клыками с целью внушить страх, основанный на боязни диких животных. В современном мире человек страшится одного — себе подобного. Арт-директор Масахиро Ито при создании «бестиария» использовал в своих творениях черты, близкие к человеческим. Их оружие — части тела.
Одним из центральных монстров является Валтиэль, чьё имя образовано от англ. «Valet», что в переводе означает «Слуга». Карта Валтиэля — Маг. Он не враждебен и является прислужником, чья цель состоит в возрождении «Бога». Его можно часто застать за поворотами клапана. Создатели поясняют, что клапан представляет собой проход между параллельными мирами, а вращение означает перерождение. Разработчики отмечают сходство Валтиэля и Пирамидоголового — «одеяние палача… основывается на облике Валтиэля, ангела в местной религии». Лицо существа закрыто кожистой маской. К классическим монстрам серии относятся Двоеглавы — по сути, «псы привратники… в адском мире» — и Медсёстры (англ. Nurse).
Другим ключевым монстром является «Бог», визуально представляющий собой гиганта с лицом Алессы с не до конца сформировавшимся телом. Разработчики отмечают, что облик «Бога» слишком зловещ, чтобы принадлежать тому, кто принесёт рай на землю. Его появление связано с силой города, способной реализовать иллюзии и скрытые подсознательные мысли. Таким образом, «Бог», являющийся результатом чьего-то заблуждения, представляет собой материализованную иллюзию. Его карта — Глаз Ночи — соответствует гласному звуку иврита. Её специально придумали создатели, так как в настоящих картах Таро нет такого символа и они соответствуют только согласным.
Показательным является диалог Винсента и Хизер в церкви Ордена. Фразы, произнесённые ими, ставят определённую точку в дискуссиях о пропавших людях из курортного городка. Винсент подразумевает, что главная героиня убивала существ, которые не являлись монстрами. Некоторые интерпретировали его слова таким образом, что все они были ангелами. Эта теория подкрепляется фразой из «Лестницы Иакова»: «Если ты боишься смерти и пытаешься цепляться за жизнь, твои демоны будут рвать в клочья твою же душу. Но если ты принимаешь предначертанное, тогда демоны становятся сущими ангелами и лишь помогают оставить суету мира». Другая интерпретация сказанного — все монстры на самом деле были людьми, просто Хизер видит их отвратительными существами. Судя по её реакции, она приходит к такому же выводу. Однако в конце диалога Винсент лишь пожимает плечами, что оставляет неоднозначным вопрос, а было ли это шуткой. Эта вариация объясняет, каким образом Клаудия могла заставить монстра убить Гарри Мэйсона. Тем не менее версия имеет свой изъян — если бы в Сайлент Хилле гибли невинные люди, то полиция быстро бы арестовала главную героиню. Основным направлением разработчиков было создание мира, «пронизанного сомнением», где «нет ни чёрного, ни белого — всё относительно». Так высказался о монстрах Хироюки Оваку:
В некоторых философских учениях говорится, что видимость необязательно является реальностью. То, что видите вы и вижу я, может различаться. Это же касается и монстров, которых вы встречаете в игре. Вот почему Винсент удивляется, когда Хизер говорит ему о монстрах... Возможно, что они люди, такие же, как вы. Возможно, они даже ваши соседи. Это... может быть правдой, а может и не быть.

## Релиз

### Выпуск и переиздания

Ранний эскиз Клаудии Вульф (слева) и её окончательный вид (справа)

Silent Hill 3 была выпущена на платформе PlayStation 2 в Европе 23 мая 2003 года, в Японии — 3 июля, в Северной Америке — 5 августа. Версия для PC появилась 31 октября 2003 года в Европе, Азии и Китае и 25 ноября 2003 года в США. От консольного аналога она отличалась графикой, поддерживающей более высокое разрешение, и возможностью сохранений игры в любом месте. Ранний европейский релиз объяснялся «деловыми соображениями» Konami. В России изданием и дистрибуцией частично локализованной версии игры для PC и английской версии для PlayStation 2 занималась компания «Софт Клаб». Помимо официальных изданий существовали и пиратские версии без музыкального сопровождения, которые распространялись на 2-CD дисках, в то время как оригинальная версия издавались на DVD-носителе.
Игра, вместе со второй и четвёртой частями серии, вошла в состав сборника Silent Hill Collection. Он появился в 2006 году в Европе и США и был посвящён премьере фильма «Сайлент Хилл». Проект включён в сборник Silent Hill HD Collection, который, в отличие от предыдущих переизданий, отличается улучшенной графической составляющей и поддержкой системы трофеев от PlayStation Network и Xbox Live Achievements. Помимо стандартного дискового предполагался и цифровой релиз игры в сервисах XBLA и PSN. В России дистрибьютором компиляции для обеих платформ выступила компания «1С-СофтКлаб». Игры не были локализованы и представлены полностью на английском языке. Томоюки Цубои (англ. Tomoyuki Tsuboi), президент Konami Digital Entertainment, заявлял:
| Мы пугали целое поколение поклонников на протяжении последнего десятилетия, однако фанаты второй и третьей частей Silent Hill не получали всего, что мы могли им дать. Silent Hill HD Collection предлагает опробовать новый способ испытать ужас через любимые игры серии и показать истоки Silent Hill новому поколению. |

Проект был анонсирован на выставке Konami Pre-E3 Show 2011 2 июня 2011 года продюсером серии Томмом Хьюлеттом (англ. Tomm Hulett). Первоначально были неизвестны ни даты выхода, ни целевые платформы. На пятнадцатой международной выставке E3 2011 стало известно, что переиздание появится исключительно на платформе PlayStation 3 осенью 2011 года. В конце июня интернет-магазин GameStop на страничке продукта заявил, что сборник будет именоваться Silent Hill Re-Mastered Collection и поступит в продажу 20 сентября. 20 августа, на GamesCom 2011, Хьюлетт анонсировал выпуск проекта в том числе и на Xbox 360, представил пример нового озвучивания Silent Hill 2 и сообщил, что звукорежиссёром переиздания выступит Мэри Элизабет Макглинн. 29 августа 2011 года появились обложки коллекции и первые два скриншота из Silent Hill 3. 4 января 2012 разработчики обнародовали ещё 10 скриншотов. Ранние изображения несколько отличались от оригинала (в качестве примера, на одном из снимков отсутствовал красный свет, льющийся из окна в момент пробуждения Хизер в торговом центре). 20 марта Konami Digital Entertainment представила последнюю партию из 6 скриншотов из разных версий — старых и подвергшихся ремастерингу. Релиз многократно откладывался — первоначально на сентябрь — октябрь, потом на 1 декабря 2011, далее на 24 января и на 6 марта 2012. В итоге сборник был выпущен 20 марта в США, 22 марта в Корее, 29 марта в Японии, 30 марта в Европе и 5 апреля 2012 года в Австралии. В Корее и Японии коллекция была представлена только на платформе PlayStation 3; в остальных странах — на обеих платформах. Первоначально в России сборник должен был поступить в продажу 9 февраля 2012 года, однако релиз состоялся только 1 мая.

### Продажи
Silent Hill 3 разошлась тиражом в 300 тысяч копий по состоянию на ноябрь 2003 года. Она возглавляла чарты продаж в Японии. Согласно рейтингам российской прессы, видеоигра несколько раз попадала в хит-парад топ десяти самых продаваемых игр: на 8 месте в России с относительным рейтингом в 11 баллов, спустя месяц поднялась до 5 места с индексом в 14 баллов; попала на 4 место в Японии (версия для PS2). В Великобритании Silent Hill 3 стартовала с 7 места, спустя месяц рейтинг упал на одну позицию. Кристан Рид (англ. Kristan Reed), обозреватель от Eurogamer, охарактеризовал компьютерную игру относительно её продаж как «хит европейских магазинов». С переизданием игры ситуация оказалась несколько иной. Из-за многочисленных жалоб покупателей на большое количество ошибок интернет-магазин Amazon.com приостанавливал продажу Silent Hill HD Collection. В дальнейшем Konami предлагала обменять коллекцию в версии для Xbox 360 на другую игру. Предложение было действительно с 8 августа по 7 октября 2012 года.

### Маркетинг
Официально игру представили 21 мая 2002 года на выставке Electronic Entertainment Expo. Некоторые игровые сцены были показаны прессе за день до E3 в театре Dolby города Бербанк, Лос-Анджелес. Тогда же был показ первый трейлер. На Tokio Game Show была представлена и демонстрационная версия игры, в которой наличествовали только первый уровень — парк развлечений — и новое видео. Третий трейлер появился в День геймеров (англ. Gamer’s Day). Там же была представлена вторая демоверсия, фрагментарно включающая в себя такие локации, как торговый центр, метро и офисное здание. Silent Hill 3 была названа «самой примечательной игрой предстоящего сезона». Демонстрация проходила в театре Dolby. На ней присутствовали Акира Ямаока, Масахиро Ито, директор американского подразделения Konami Кен Огасавара (англ. Ken Ogasawara) и более пятидесяти журналистов. Релизный трейлер был представлен на выставке E3 2003. Его предваряла надпись «The fear of blood tends to creat [sic] fear for the flesh» (рус. Страх за кровь рождает страх за плоть). На выставке игру представляли композитор Ямаока и старший менеджер проекта Хиротака Исикава (англ. Hirotaka Ishikawa).
Проект переиздания был представлен на Tokyo Game Show 2011, в ходе которой распространялись листовки с кратким описанием сюжета. Играбельная демоверсия Silent Hill HD Collection с комментариями Томма Хьюлетта была обнародована в виде ролика 4 января 2012 года эксклюзивно для ресурса GamesRadar. Длительность видео составляла 5 минут 16 секунд, в нём демонстрировался первый уровень. 22 июля 2011 года на ComicCon был показан трейлер компиляции. В ролике показывалась нарезка из видеороликов второй и третьей частей серии, а также короткие выдержки из рецензий IGN и GamePro. Видео сопровождалось закадровой речью Мэри и Хизер: «In my restless dreams, I see that town. Silent Hill. It this is dream…? It’s got to be! But when am I gonna wake up?» (рус. «В своих беспокойных снах, я вижу этот город. Сайлент Хилл. Это сон...? Должен быть! Но когда я проснусь?»).
По игре в 2003 году компанией We produktions совместно с Konami был выпущен документальный фильм, под названием «Silent Hill 3: Naissance d’une renaissance» (с фр. «Сайлент Хилл 3: Рождение для возрождения»), режиссёром которого выступил Николас Беуглет (англ. Nikolas Beuglet). DVD Lost Memories «The Art & Music of Silent Hill» содержало ролик, относящийся к проекту — «Usagi». Также было выпущено четыре официальных руководства — «Official Complete Guide», «Official Guidebook», «Navigation File» и «Official Strategy Guide». Первые три издания предназначены для Японии, последнее для США. Объём печатной продукции различен: от 143 страниц до 360. Издателями выступали разные компании — NTT Publications, Futaba Publication, New Age и Brady Games. Silent Hill 3 освещается и в путеводителе по первым трём играм «Silent Hill: Lost Memories». Среди другой печатной продукции выделяется 288-страничный роман 2007 года «Silent Hill 3: The Novel», представляющий собой литературную адаптацию на японском языке за авторством Садаму Ямаситы (англ. Sadamu Yamashita). Также ограниченным тиражом был выпущен иллюстрированный альбом «Drawing Block: Silent Hill 3 Program», распространяемый совместно с двумя плакатами.
В июле 2003 года в японском магазине Konami Style можно было купить 5 разных футболок любых размеров по тематике игры, названных как SEXY Heather 1, SEXY Heather 2, USA, Heather и Robbie. С 10 декабря 2010 года тот же магазин предоставлял возможность приобрести 30-сантиметровую коллекционную фигурку Валтиэля, созданную в масштабе 1 к 6. На мероприятии Wonder Festival 2012 была представлена фигурка Миссионера (англ. Missionary), одного из боссов игры, высотой 23 сантиметра, созданная из твёрдой смолы. При оформлении предзаказа Silent Hill HD Collection через европейскую сеть розничной торговли Zavvi.com можно было бесплатно получить футболку с надписью «Welcome to Toluca Lake» (рус. Добро пожаловать на озеро Толука).

## Музыкальное сопровождение

### Производство и выпуск

Обложка японской версии Silent Hill 3 Original Soundtracks

Саундтрек авторства композитора Акиры Ямаоки был выпущен в Японии 16 июля 2003 года, в Северной Америке — 5 августа 2004, в Европе — 23 мая. Альбомы различаются в оформлении, кроме того, в японской версии присутствует бонусный трек «Rain of Brass Petals — Three Voices Edit». Учитывая его, саундтрек содержит двадцать шесть композиций. Американский Original SoundTrack распространялся только с PS2-версией игры; европейский можно было получить бесплатно, заказав Silent Hill 3 для PS2 или PC. Дополнительно были выпущены Limited Edition, представляющий собой промоверсию альбома, распространявшуюся на выставке День геймеров 2003, а также Special Mini Sound Track, размещённый на трёхдюймовом диске, входившем в комплект первых копий японской версии игры для PS2.
Альбом вошёл в коллекционный сборник Silent Hill Sounds Box. Семь композиций из альбома попали в UMD The Silent Hill Experience, 24 трека — в сборник Lost Memories «The Art & Music of Silent Hill». Композиция «You’re Not Here» была включена в видеоигры Dance Dance Revolution Extreme и Dance Dance Revolution SuperNova. В качестве видеоряда к треку было срежиссировано видео, в котором Хизер поёт голосом Мэри Макглинн. Избранные композиции звучали как в первой, так и второй экранизации серии. На звуковое сопровождение композитор Акира Ямаока потратил около 7 месяцев. В игре задействовано порядка 70 минут музыки.
Треки созданы в разных стилях — индастриал, дарк-эмбиент, трип-хоп, нойз и рок. Композитор применял в своих произведениях такие музыкальные инструменты, как пианино, фортепиано, барабаны, гитара, скрипка, синтезатор, мандолина и орган. При создании альбома использовались материалы, содержащие трёхмерный звук. В музыкальных композициях звучит вокал, женский — Мэри Элизабет Макглинн («Lost Carol», «You’re Not Here», «Letter», «I Want Love») и мужской — в виде голоса Джо Ромерсы («Hometown»). В записи бонус-трека приняла участие шведская группа Interlace. Вокалист группы, Оскар Уилкинсон, также написал вступительное слово к японской версии альбома. Речитатив Макглинн звучит в композициях «Float Up From Dream», «Dance With Night Wind», «Breeze — In Monochrome Night», «Clockwork Little Happiness», «Walk On Vanity Ruins» и «Sun». Считается, что появление женского вокала в саундтреке связано с желанием композитора подчеркнуть появление хрупкой девушки в качестве основного действующего лица.
На составляющую индустриального рока в работе Ямаоки повлияли такие группы, как Killing Joke и Alien Sex Fiend. Источник глубокой атмосферы саундтрека берет своё начало в композициях Джорджа Уинстона и Вангелиса. Немецкое техно в лице таких представителей, как Deutsch-Amerikanische Freundschaft, Nitzer Ebb и Клауса Номи, оказало сильное воздействие на творчество композитора. Также Акира вдохновлялся электро-поп музыкой 80-х, в частности Миджем Юром.
О разработке альбома известно следующее. Представители Konami обратились в студию Magnitude 8 Post. Через неё они связались с Джо Ромерсой, который впоследствии стал музыкальным супервайзером проекта. Так как Ромерса был знаком с Макглинн, то он предложил её в качестве кандидатуры. На прослушивание вокалисток в Лос-Анджелесе, по версии Ямаоки, пришло более пятидесяти кандидаток; Ромерса же опроверг подобное утверждение, заявив, что это не более чем «легенда» и на самом деле их было только шестеро. Так или иначе, Макглинн была утверждена в качестве основной вокалистки. На момент проведения проб Мэри занимала пост режиссёра озвучивания. Композитор, искавший голос, напоминающий Пи Джей Харви или Ширли Энн Мэнсон, был поражён, насколько вокал Мэри соответствовал его представлениям. Её голос мог выразить много эмоций, кроме того, Макглин была опытной и талантливой актрисой.
Тексты к песням написал Джо Ромерса. Работа проходила в США. Акира присылал музыкальный трек и высказывал идеи относительно песни. Прослушав композицию, Макглинн и Ромерса обсуждали текст, решали, каким должен быть бэк-вокал, переделывали спорные моменты, экспериментировали и в конце концов записывали финальный вариант. «У нас никогда не было моментов недопонимания и расхождения во взглядах», — отмечала Макглинн. Согласно комментариям разработчиков, вступительная тема «You’re Not Here» рассказывает о чувствах, которые приходят с потерей близкого человека; «Letter» — песня, полная боли и надежд на будущее; «I Want Love» — трек, подчёркивающий печаль и схожесть судьбы Хизер и Дугласа; «Hometown» — запоминающаяся композиция об истории города.
При создании музыкальных треков композитор искал вдохновение в эмоциях, возникающих у него при прочтении сценария. Он хотел создать звук, «более похожий на действительность, чем на фантазию». Основа для некоторых композиций была найдена случайно — так, Акира, просматривая по телевизору фильм о вуду, услышал низкий глубокий мужской голос, произносящий нечто вроде молитвы при проведении ритуала. В дальнейшем этот голос был использован в треке «Prayer». Звуковое оформление к серии Ямаока всегда считал особенным, а процесс его создания приносил композитору чувство наслаждения. Ямаока охарактеризовал альбом как нечто среднее между адаптивным и интерактивным звучанием. Акира так прокомментировал создание альбома:

Когда я составляю треклист саундтрека, то стараюсь расставить композиции в таком порядке, чтобы альбом был не скучным. Как правило, первым треком выбираю главную тему, последним — музыку из финальных титров. Из саундтрека к Silent Hill 3 получился концептуальный альбом. Я хотел, чтобы слушатель от начала и до конца погрузился в музыку, поэтому специально для альбома дописал несколько композиций, которых не было в самой игре. В некоторых из них есть рассказчица, которая связывает все треки в единую историю.

### Критика

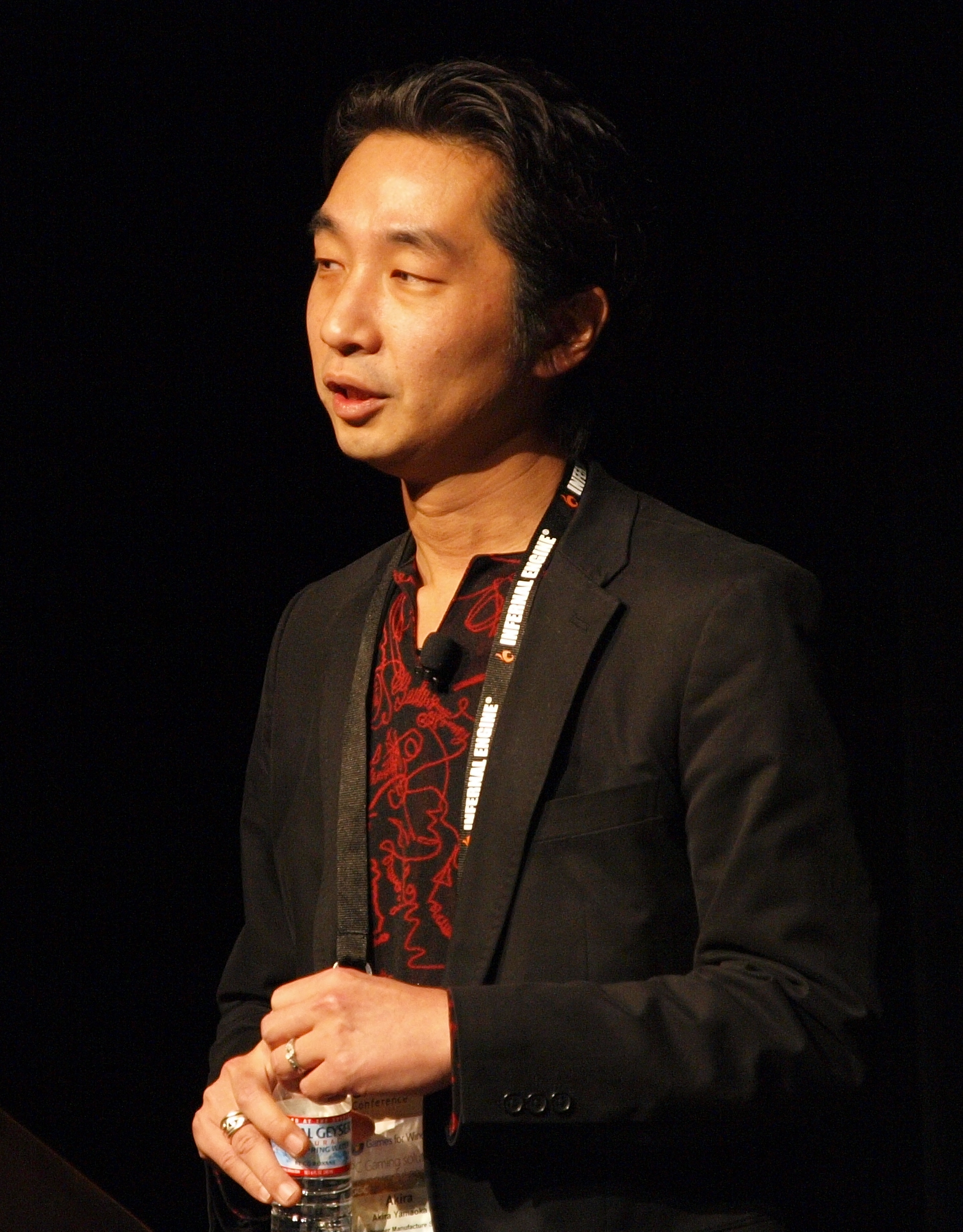
Акира Ямаока — основной композитор серии Silent Hill. Его трек «Never Forgive Me, Never Forget Me» неоднократно использовался в подборке видео о людях, умерших в течение года в итоговом выпуске программы «Время»

Альбом был благосклонно встречен критиками. Рецензент Mars от русскоязычной версии портала Game-OST выразил восхищение инновационной работой композитора. Положительно отмечены тексты к песням, уникальные из-за глубины скрытого в них художественного смысла. Автор заявил, что саундтрек фактически представляет собой историю, которую рассказывает Хизер, где лирическая сторона сопутствует атмосферной. Особо отмечен студийный микс «I Want Love». По версии данного ресурса альбом занимает восьмую строчку в рейтинге «50 лучших саундтреков».
Рецензент Саймон Смит (англ. Simon Smith) из англоязычной версии Game-OST оценил альбом в 8 баллов из 10 возможных. Автор указал, что саундтрек продолжает ранее наметившуюся тенденцию и становится всё «более мелодичным и менее эмбиентным». Композиция «You’re Not Here» охарактеризована как рок-гимн, где вокал представляет собой «идеальное сочетание секса и ярости». Также отмечены исключительные драматичные клавишные в «Breeze — in Monochrome Night», сладкая и злая композиция «Sickness Unto Foolish Death», сложная органная мелодия «Clockwork Little Happiness», мрачные гитарные в «Please Love Me… Once More», оперный мужской голос в «Maternal Heart», нервирующее демоническое сопровождение «Prayer» и дьявольски эпичная песня «Rain of Brass Petals — Three Voices Edit» в стиле дэт-метал. Негативно воспринята удручающая композиция «I Want Love», в отличие от версии «Studio Mix». Несколько настороженно автор отнёсся к песне «Hometown», представляющей собой реконструкцию оригинальной титульной темы первой части Silent Hill, вкус которой «трудно прочувствовать при первом прослушивании». В заключение критик называет альбом «невероятным произведением искусства» — «частью совершенства».
Сотрудники ресурса «Square Enix Music Online» очень высоко оценили игровой саундтрек, на который было написано три различные рецензии от трёх критиков. Киро Хейзел (англ. Kero Hazel) отметил сходство с предыдущим альбомом — повторения, по его мнению, являются «единственным проклятьем столь утончённой музыки». Положительно охарактеризован речитатив Мэри, звучащий на английском, а не на японском языке; ритмичная композиция «Clockwork Little Happiness»; грустная мелодия с оптимистичным текстом «Letter — from the Lost Days»; удивительный вокал в «I Want Love (Studio Mix)»; классическая композиция «A Stray Child» и уникальный трек-колыбельная «Uneternal Sleep». Особо были отмечены ностальгические репризы в сторону «Theme of Laura» со второго альбома и «Silent Hill» с первого. Суммарная оценка альбома составляет 9 баллов из 10.
Рецензент Resk подчеркнул, что прослушивание саундтрека серии Silent Hill вызывает чувство тонкого артистичного прикосновения к атмосферной работе. Музыка, по его мнению, становится реальной господствующей силой в игре. Критик также отметил, что наиболее выделяются из альбома два трека — «Float Up from Dream» и «Sun», которые созданы в эпическом, псевдобиблейском стиле. Оба проясняют сюжетные хитросплетения игры; в них положительно охарактеризованы тихий, успокаивающий голос Макглинн и приятное фоновое музыкальное сопровождение. Среди инструментальных композиций выделены такие треки, как «Please Love Me… Once More», «Dance with Night Wind» и «Walk on Vanity Ruins». Песни встречены исключительно с положительной стороны — именно они придают альбому уникальность. К нелюбимым трекам рецензент отнёс стандартную версию «I Want Love», а к неуместным — «Hometown» с вокалом Ромерсы в стиле хэви-метал, который никак не соотносится с остальным альбомом. Итоговая оценка — 8 баллов из 10.
Критик Z-Freak отметил, что саундтрек придал игре «страшное измерение реализма». Примечательным треком, по мнению автора, является композиция «You’re not Here» с удивительным вокалом и продуманной лирикой. К наиболее заметным эмбиентным темам рецензент отнёс «Breeze — In Monochrome Light», состоящий из жуткой органной мелодии, подкреплённой металлическими эффектами и красивым, но печальным фортепиано. «A Stray Child» была охарактеризована как бэкбитовая органная композиция, в которой скрипка вызывает страх, депрессию и одиночество. Композиция «Prayer» названа тревожной, «Flower Crown of Poppy» — волнующей, «Float up from Dream» — раздражающей. Подводя итог, автор выразил мнение, что саундтрек «всё ещё любим», и поставил альбому 8 баллов из 10.

### Список композиций
| №                   | Название                                                                            | Длительность |
| ------------------- | ----------------------------------------------------------------------------------- | ------------ |
| 1.                  | «Lost Carol» (в исполнении Мэри Элизабет Макглинн)                                  | 0:37         |
| 2.                  | «You’re Not Here» (в исполнении Мэри Элизабет Макглинн)                             | 3:46         |
| 3.                  | «Float Up from Dream» (с использованием речитатива Мэри Элизабет Макглинн)          | 1:22         |
| 4.                  | «End of Small Sanctuary»                                                            | 1:42         |
| 5.                  | «Breeze — in Monochrome Night» (с использованием речитатива Мэри Элизабет Макглинн) | 4:14         |
| 6.                  | «Sickness Unto Foolish Death»                                                       | 3:06         |
| 7.                  | «Clockwork Little Happiness» (с использованием речитатива Мэри Элизабет Макглинн)   | 3:24         |
| 8.                  | «Please Love Me... Once More»                                                       | 1:54         |
| 9.                  | «A Stray Child»                                                                     | 5:28         |
| 10.                 | «Innocent Moon»                                                                     | 1:38         |
| 11.                 | «Maternal Heart»                                                                    | 3:02         |
| 12.                 | «Letter — from the Lost Days» (в исполнении Мэри Элизабет Макглинн)                 | 0:51         |
| 13.                 | «Dance with Night Wind» (с использованием речитатива Мэри Элизабет Макглинн)        | 5:21         |
| 14.                 | «Never Forgive Me, Never Forget Me»                                                 | 2:19         |
| 15.                 | «Prayer»                                                                            | 1:40         |
| 16.                 | «Walk on Vanity Ruins» (с использованием речитатива Мэри Элизабет Макглинн)         | 2:44         |
| 17.                 | «I Want Love» (в исполнении Мэри Элизабет Макглинн)                                 | 2:45         |
| 18.                 | «Heads No. 2»                                                                       | 1:13         |
| 19.                 | «Memory of the Waters»                                                              | 1:46         |
| 20.                 | «Rain of Brass Petals»                                                              | 3:39         |
| 21.                 | «Flower Crown of Poppy»                                                             | 2:13         |
| 22.                 | «Sun» (с использованием речитатива Мэри Элизабет Макглинн)                          | 1:47         |
| 23.                 | «Uneternal Sleep»                                                                   | 1:00         |
| 24.                 | «Hometown» (в исполнении Джо Ромерсы)                                               | 6:04         |
| 25.                 | «I Want Love (Studio Mix)» (в исполнении Мэри Элизабет Макглинн)                    | 4:40         |
| 26.                 | «Rain of Brass Petals — Three Voices Edit» (в исполнении Interlace)                 | 5:01         |
| Общая длительность: | Общая длительность:                                                                 | 1:16:18      |

| №                   | Название                                                            | Длительность |
| ------------------- | ------------------------------------------------------------------- | ------------ |
| 1.                  | «You're Not Here» (в исполнении Мэри Элизабет Макглинн)             | 3:45         |
| 2.                  | «Breeze ~ In Monochrome Night»                                      | 3:07         |
| 3.                  | «Dance with Night Wind»                                             | 5:12         |
| 4.                  | «Letter ~ From the Lost Days» (в исполнении Мэри Элизабет Макглинн) | 3:54         |
| Общая длительность: | Общая длительность:                                                 | 15:58        |

| №                   | Название                                                            | Длительность |
| ------------------- | ------------------------------------------------------------------- | ------------ |
| 1.                  | «You're Not Here» (в исполнении Мэри Элизабет Макглинн)             | 3:46         |
| 2.                  | «Heads No. 1 (Unreleased)»                                          | 3:20         |
| 3.                  | «Bleeze ~ In Monochrome Night»                                      | 3:07         |
| 4.                  | «Letter ~ From the Lost Days» (в исполнении Мэри Элизабет Макглинн) | 3:54         |
| 5.                  | «Life (Unreleased)»                                                 | 4:55         |
| Общая длительность: | Общая длительность:                                                 | 19:12        |

## Отзывы и популярность
| Сводный рейтинг                                                            | Сводный рейтинг | Сводный рейтинг |
| Издание                                                                    | Оценка          | Оценка          |
| Издание                                                                    | PC              | PS2             |
| -------------------------------------------------------------------------- | --------------- | --------------- |
| GameRankings                                                               | 71,15 %         | 83,77 %         |
| Metacritic                                                                 | 72/100          | 85/100          |
| Иноязычные издания                                                         |                 |                 |
| Издание                                                                    | Оценка          | Оценка          |
| Издание                                                                    | PC              | PS2             |
| 1UP.com                                                                    | C               | A               |
| ActionTrip                                                                 | 6,5             | 6,5             |
| AllGame                                                                    | 2,5/5           | 2,5/5           |
| CGW                                                                        | 1,5/5           | N/A             |
| CVG                                                                        | 7,2             | N/A             |
| Eurogamer                                                                  | N/A             | 9/10            |
| GamePro                                                                    | N/A             | 4,5/5           |
| GameRevolution                                                             | N/A             | B+              |
| GameSpot                                                                   | 7,6/10          | 8,4/10          |
| GameSpy                                                                    | 3/5             | 4/5             |
| GameZone                                                                   | 8,0/10          | 8,5/10          |
| IGN                                                                        | 9,0/10          | 8,8/10          |
| PC Gamer (US)                                                              | 57/100          | N/A             |
| PC Games                                                                   | 81/100          | N/A             |
| Gamereactor                                                                | 7/10            | 9/10            |
| PC Format UK                                                               | 72/100          | N/A             |
| GamingTrend                                                                | N/A             | 83/100          |
| Play The PlayStation                                                       | N/A             | 91/100          |
| PC Action                                                                  | 78/100          | N/A             |
| Русскоязычные издания                                                      |                 |                 |
| Издание                                                                    | Оценка          | Оценка          |
| Издание                                                                    | PC              | PS2             |
| Absolute Games                                                             | 56 %            | N/A             |
| «Домашний ПК»                                                              | [ 220 ]         | N/A             |
| «Игромания»                                                                | 9/10            | N/A             |
| «ЛКИ»                                                                      | Корона          | N/A             |
| «Мир фантастики»                                                           | 9,5/10          | N/A             |
| «НИМ»                                                                      | 9/10            | N/A             |
| «Страна игр»                                                               | 8/10            | N/A             |
| Bestgamer                                                                  | 8,5/10          | N/A             |
| Награды                                                                    |                 |                 |
| Издание                                                                    | Награда         | Награда         |
| Лучший сценарий (сюжет) и лучшая адвентюра по версии журнала «Домашний ПК» |                 |                 |

### Рейтинги
Silent Hill 3 заслужила положительные отзывы, получив рейтинг 83,79 % на агрегаторе Game Rankings для PlayStation 2-версии на основе 66 обзоров и 70,42 % в версии для PC, базирующийся на 12 рецензиях. На сайте Metacritic суммарный рейтинг игры составил 85 баллов из 100 для PlayStation 2 (на основе 41 рецензии) и 72 балла из 100 для PC (на основе 12 обзоров). Культ секты The Order попал в список из семи «Сумасшедших религий видеоигр» по версии веб-сайта GamesRadar. Игра заняла третье место в рейтинге «Глупейшие сцены в жанре survival horror» от того же издания из-за поведения монстра Оцепенелое тело, прозванного «фиолетовой курицей». Кролик Робби и Валтиэль вошли в список 13-ти страшнейших существ серии. Silent Hill 3 заняла пятое место в рейтинге «Топ-10 страшных игр» по версии ресурса GameSpy и восьмое в списке «Страшнейшие игры: десятка, в которую стоит сыграть» по версии ресурса T3 Online. Хизер досталось второе место в чарте «Пяти крутейших героинь видеоигр» согласно журналу «Official Xbox Magazine», а по итогам SMS-голосования, проводившегося с 26 октября по 1 декабря 2004 года журналом «Игромания», она была названа самой запоминающейся героиней серии — ей было отдано 426 голосов из 1022.

### Обзоры оригинальной игры

#### Рецензии зарубежной прессы
Рецензент портала GameSpot Тайлер Уайнгарнер (англ. Tyler Winegarner), оценивая PS2-версию игры, заявил, что к триквелу серия выросла в сильную франшизу, превратившись в новый стандарт игровой индустрии. Медленное развитие сюжета названо одним из небольших недостатков проекта. Техническая составляющая определена как самая сильная сторона видеоигры — зернистое изображение и динамические световые эффекты подняли планку ожиданий от графики консоли, создавая «поистине удивительные визуальные эффекты». Положительно отмечены высокодетализированные модели, текстуры высоких разрешений, анимация, озвучивание персонажей. По мнению критика, выдающееся звуковое сопровождение создаёт атмосферу страха и напряжения, а музыка придаёт Silent Hill 3 глубину и задумчивость. В заключение автор назвал проект достойным преемником серии, хоть и с устаревшим геймплеем, но необычайным тёмным и психологическим стилем. Оценка — 8,4 балла из 10.
Скотт Осборн (англ. Scott Osborne), критик GameSpot, выразил мнение, что Silent Hill 3 продолжает традиции серии в области создания жуткой атмосферы и неловкой подачи неразвитой истории. В игре нет выдающегося геймплея, зато присутствует тревожный мир, в который игрок окунается с головой. Он также отметил, что игра вызывает чувство рвоты, но не из-за большого количества крови в кадре, а из-за неуклюжего управления и дикой камеры. Игра была разработана с ориентированием на управление системой геймпада, что создаёт затруднения при использовании клавиатуры. Позитивно встречены главная героиня; кинематографические ролики, основанные на движке игры; неповторимая атмосфера, не поддающаяся логике; завидное мастерство преобразований обычных, на первый взгляд, локаций в альтернативные, с использованием крови, гнили и ржавчины; стимулирование собственного воображения для формирования страха, основанного на боязни того, чего не видишь; творящий чудеса саундтрек; возможность выбора уровня сложности головоломок; детализированные текстуры и прекрасная графика. К недостаткам приписаны боевая система, находящаяся в зачаточном состоянии, не самые лучшие головоломки и общая безучастность Хизер как реакция на появление монстров. Суммарная оценка — 7,6 балла из 10.
Алан Рауш (англ. Allen Rausch), рецензент ресурса GameSpy, охарактеризовал триквел как проект, сочетающий в себе невероятно богатую атмосферу и ужасающую, слегка бессвязную сюжетную линию. Однако, наряду с ними, третья часть изобилует некоторыми проблемами, которые свойственны как всей игре в целом, так и PC-порту в частности. Сюжет назван одним из сильнейших аспектов видеоигры, «таинственный и неприглядный, он затрагивает тревожные темы», хотя критик и описал его как «непоследовательный». Основной дефект в нём — протагонистка, которая неубедительна, несимпатична, неадекватно реагирует на происходящие с ней события и вдобавок плохо озвучена. Похвалил автор атмосферу, невероятно выполненную графику, удивительные звуковые эффекты. Негативно отнёсся к качеству головоломок и системе управления. Итоговая оценка — 3 звезды из 5.
Дуглас Перри (англ. Douglass Perry), критик IGN, сделал общий вывод о том, что игры жанра survival horror развиваются крайне медленно, не претерпевая серьёзных изменений в механике. Такова и невероятно пугающая Silent Hill 3, рассказывающая «историю… ужаса». Рецензент отметил, что видеоигра по продолжительности короче, чем её предшественники. Наибольшее разочарование у автора вызвала раздражающая, нарочито медленная система управления. Понравились критику гибкая камера, качественные головоломки, уровень детализации текстур, качественно выполненная модель Хизер, гротескные монстры и звуковое сопровождение. Более сдержано рецензент высказался о небольшом количестве открытых площадок и сосредоточении всего действия в замкнутых помещениях, которые выглядят чересчур знакомыми. Однако, в общем и целом, дизайн уровней охарактеризован положительно. Перри подчёркивает, что оригинальных инноваций в триквеле крайне мало, за исключением новой сюжетной линии. Графика Silent Hill 3 «выглядит лучше, чем SH2, но только за счёт мелких деталей». В заключение автор выразил мнение, что в игре слишком мало новых идей, но этот недостаток компенсируется сюрреалистическим исполнением и атмосферой. Финальная оценка — 8,8 балла из 10.
Обозреватель журнала Computer and Video Games описал игровой процесс как неизменный — «скитание по локациям и чтение карты обычно приводят к головоломке или запертой двери, преграждающей путь». Критик заметил, что единственным приемлемым управлением для игры является геймпад, в то время как неуклюжее использование мыши и клавиатуры негативно отражается на геймплее, равно как и простоватая боевая система. Несмотря на эти замечания, рецензент одобрительно охарактеризовал тревожную атмосферу, создающую настроение обречённости; творческий подход к ракурсам камеры; отвратительные и причудливые аберрации природы, носящие титул монстров. Амбициозный проект, по мнению автора, сохраняет характерные черты франшизы, но не привносит в серию ничего нового. Оценка — 7,2 балла из 10.
Кристан Рид (англ. Kristan Reed), сотрудник игрового ресурса Eurogamer, написал отзыв на PlayStation 2-версию игры, в котором заявил, что сюжет, озвучивание и большинство других аспектов проекта превосходят по своему качеству все остальные игры в жанре survival horror-приключений, выпущенные ранее. Сюжет, являющийся центральным аспектом Silent Hill 3, становится по мере прохождения всё более тревожным. Игровая атмосфера была описана как резкая, зловещая и тяжёлая. Одним из наиболее удачных аспектов в геймплее рецензент назвал «приглаженный» интерфейс и «умную» виртуальную камеру, которая как помогает игроку, показывая ему наиболее выгодные ракурсы, так и вносит свой вклад в создание пугающей атмосферы. Система автоприцеливания была названа качественной, а боевая составляющая, по мнению журналиста, значительно превосходит таковую из серии Resident Evil. Ещё одним достоинством был назван геймплей, позволяющий пользователям играть в Silent Hill 3 так, как они пожелают. Головоломки и система сохранений были оценены отрицательно: Рид описал некоторые пазлы как слишком линейные и потому очевидные, а некоторые области игры — как слишком ограниченные, что сильно облегчает поиск их решения. Также рецензенту повстречалась совершенно нелогичная задача, которую он решил случайным образом. Аудиовизуальную составляющую проекта журналист оценил в целом положительно, отметив, что зловещие графические и звуковые эффекты вкупе с гнетущей атмосферой могут нанести лёгкую психологическую травму некоторым игрокам с богатым воображением. По словам журналиста, после окончания игры у него на некоторое время нарушились восприятие чувств и психологическое равновесие. В итоге Рид поставил игре оценку в 9 баллов из 10 возможных и заявил, что, хотя Silent Hill 3 не содержит заметных инноваций, однако качество её сюжета, атмосферы, «фантастических» визуальных эффектов и пугающего звука помогает проекту стать одной из лучших игр года.

#### Рецензии российской прессы

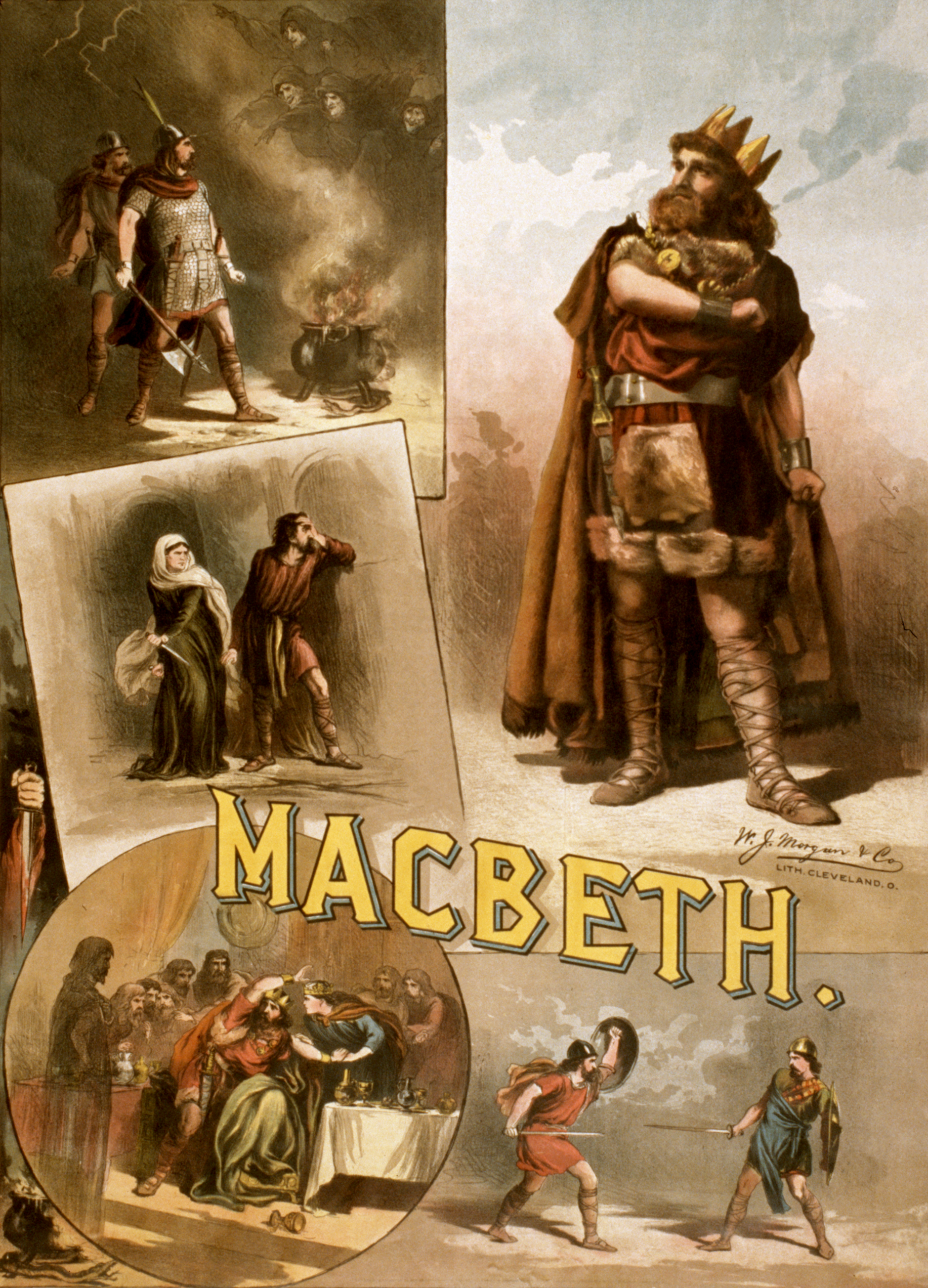
Произведение Шекспира «Макбет» необходимо для решения одной из загадок. Хизер комментирует, что одну строку из него она не может забыть: «Жизнь — только тень, она — актёр на сцене. Сыграл свой час, побегал, пошумел — и был таков»

Олег Ставицкий, редактор журнала «Игромания», назвал Silent Hill 3 произведением искусства. Видеоигра, по его мнению, демонстрирует беспрецедентный эффект соучастия и сопереживания, основанный на отождествлении себя с главным персонажем и первобытном страхе человека перед необъяснимым. Главный компонент успеха состоит в манере повествования — постепенном переходе от нормального мира в потусторонний, где основную роль на себя берут человеческие страхи. Саундтрек назван «гениальным», общее звуковое сопровождение вызвало вопрос у автора о том, кого пытал Ямаока при записи звуковых эффектов. Геймплей удостоился куда более сдержанных оценок — переходы через бесконечные двери и решение скучных головоломок названы слабыми сторонами игры. Однако количество пазлов сократилось, а увеличение количества боёв и грамотно выверенный баланс схваток «спасают ситуацию», как и атмосферность вкупе с безукоризненным стилем. Определённые нарекания у рецензента вызывало управление, что компенсировалось усложнением прохождения, а следовательно, и добавлением игровому процессу адреналина. Только положительных характеристик удостоилась и графическая компонента Silent Hill 3. Заключительный комментарий описывает триквел серии как «арт-хаус от мира компьютерных игр». Суммарная оценка игры составляет 9 баллов из 10 возможных.
Владимир Горячев, редактор Absolute Games, крайне сдержанно и во многом негативно отозвался об игре. Критик порицал отсутствие атмосферы и чувства страха; неудобное управление; невразумительных как с точки зрения графики, так и геймплея врагов; «пьяную» камеру. Не понравились рецензенту и однообразные игровые локации, большая часть которых разворачивается не на просторах Сайлент Хилла; геймплей в стиле «дёрни все двери»; бредовые пазлы и нелогичные головоломки; бездумный экшен; стерео звук и назойливый нойз. Отрицательно высказался автор и о персонажах: капризная Хизер «не вызывает ни капли сострадания», детектив Дуглас двумерен, фанатичка Клаудия не способна ясно излагать мысли. Озвучивание названо вялым, а диалоги заклишированными. Положительно критик высказался об отработанной до мелочей мимике, текстурах высокого разрешения, умелом использовании теней и кинематографической камере. Резюме: «Вместо взрослого рассказа — подростковая „страшилка“ с плоскими героями, вместо нормальных адвенчурных элементов — бессмысленные головоломки, вместо саспенса — лужи томатного соуса». Оценка — 56 процентов.
Валерий Корнеев, обозреватель журнала «Страна игр», охарактеризовал Silent Hill 3 как одну из лучших представительниц жанра. Находкой назван контраст между реальным и альтернативным мирами. Уровень режиссуры, форма повествования, художественная ценность, а также революционное графическое исполнение придают видеоигре статус редчайшего «произведения игрового искусства». Похвалил критик жизненных персонажей, детализированные локации, страшных монстров, изящную связь с первой частью серии, запредельное качество графики, звуковое сопровождение. Однако игра всё же не идеальна — в минусах устаревшая геймплейная модель и проблемы с позиционированием камеры. Заключительный комментарий: «Silent Hill 3 слишком красивая и крепко пугающая игра, чтобы её могли испортить какие-то условности». Итоговая оценка составляет 8 баллов из 10, игре присвоен статус «Золото — выбор редакции».
Константин Подстрешный, рецензент журнала «Навигатор игрового мира», отметил, что Silent Hill 3 держит в напряжении всеми доступными способами — начиная анатомическими фотографиями, заканчивая убийством «Бога». Сюжет охарактеризован как оставляющий больше вопросов, чем ответов, где один диалог может перевернуть содержание видеоигры с ног на голову. Положительно восприняты многочисленные пасхальные яйца, поразительная графика, проработка моделей, мимика, «лучшее в мире» звуковое сопровождение. Негативно критик воспринял камеру, ракурсы которой не всегда дают увидеть врагов, самоповторы, облегчённые загадки, затянутость первой половины игры, небольшое количество концовок. В общем и целом игра названа самодостаточной, а серия — «одна из величайших за всю историю игр». Оценка — 9 баллов из 10.
Критик издания Game.exe Маша Ариманова предъявила к игре претензии, выражающиеся в отсутствии поддержки звуковых колоннад, наличии лёгких загадок, скачкообразного неубедительного сюжета и формальных неприхотливых концовок. Позитивно встречена графика, сюрреалистические локации, фрагментарно лучшая, чем в Silent Hill 2, музыка, удобное управление. «Флагманский недостаток SH3 — не его обрывочность и несбалансированность…, а коммерчески приглаженный сюжет. Вместо царства безумия — уютный попкультурный ужастик».

### Обзоры HD-переиздания
| Сводный рейтинг    | Сводный рейтинг                |
| Агрегатор          | Оценка                         |
| ------------------ | ------------------------------ |
| GameRankings       | 68,89/100 (PS3) 67,56 % (X360) |
| Metacritic         | 70/100 (PS3) 69/100 (X360)     |
| Иноязычные издания |                                |
| Издание            | Оценка                         |
| Destructoid        | 3/10 (PS3, X360)               |
| Eurogamer          | 5/10 (X360)                    |
| Game Informer      | 8/10 (PS3) 8/10 (X360)         |
| GameSpot           | 7/10 (PS3)                     |
| IGN                | 9/10 (PS3)                     |
| OXM                | 7/10 (X360)                    |
| Cheat Code Central | 4,4/5 (X360) 4,4/5 (PS3)       |
| Digital Spy        | 2/5 (X360)                     |
| Gameblog.fr        | 2/5 (PS3)                      |

Обозреватель сайта GameSpot Максвелл Макги (англ. Maxwell McGee) заметил, что игры серии не просто пугают, а создают гнетущее, безжалостное чувство страха. Критик охарактеризовал обе игры как великолепные. В обновлённых проектах представлено минимальное количество изменений, однако была проделана большая работа над графикой и сохранением атмосферы. Макги одобрил высокую чёткость изображения, позволяющую увидеть мелкие детали интерьеров и монстров, которые можно было легко не заметить в оригинальных играх. Были улучшены световые эффекты, а темнота стала более проницаемой для луча фонарика. К минусам причислены проблемы с частотой кадров и неуместный звон при получении трофея. Рецензент также сожалел о том, что в сборник не включили четвёртую часть Silent Hill. Тем не менее, переиздание охарактеризовано как отличный способ опробовать ранние игры серии на современных консолях. Оценка — 7 баллов из 10.
Кэмерон Льюис (англ. Cameron Lewis), сотрудник «Official Xbox Magazine», высказал мнение, что в Silent Hill ничто не остаётся мёртвым надолго. Так и переиздание эксгумирует пару незабываемых приключений из истории города. Третья игра из серии в компиляции была описана как более красивая и красочная, однако столь прозаические места действия проекта не оставляют той экзистенциальной тревоги, которую создаёт Silent Hill 2. «Хуже того, Silent Hill в наименьшей степени заинтересован в изгнании ваших личных демонов, чем в создании своих собственных. Сцены рождения зародыша бога шокируют и пугают, но им не хватает эмоциональной энергии», — отметил Льюис. Автор одобрительно отозвался о головоломках, но негативно отнёсся к сопровождающему их бэктрекингу и тяжёлым, раздражающим боям. Впрочем, критик назвал позором отказ от игр из-за проблем-анахронизмов. Итоговая оценка составила 7 баллов из 10 возможных.
Вторая и третья игры серии вызвали у Тима Тури (англ. Tim Turi), обозревателя Game Informer, ностальгию. Он отметил, что и оригинальные игры выглядели достаточно пристойно, но HD-версия обновила все мутные текстуры и модели персонажей, создав тем самым чистое изображение. Размытый туман стал выглядеть более гнетущим в контрасте с чёткими витринами магазинов и глянцевыми монстрами. Автор похвалил новое озвучивание, в особенности замену «ужасного голоса» детектива Дугласа. Несмотря на два возможных варианта управления, оба, по мнению критика, недостаточно хороши и архаичны. Silent Hill 3 Тури назвал более слабой игрой в комплектации. Оценка переиздания составила 8 баллов.
Одну из самых низких оценок переизданию поставил Джим Стерлинг (англ. Jim Sterling), обозреватель сайта Destructoid.com, — 3 балла из 10. Критик писал, что, несмотря на то, что вторая и третья части серии являются одними из величайших видеоигр в компьютерной хоррор-классике, Konami испортила конечный продукт. Оценка обосновывалась «отвратительно ужасной работой» некомпетентной студии Hijinx, которая создала неудачный визуальный ряд с излишним контрастом темноты, отсутствием или низким качеством текстур воды и рядом других графических ошибок. Хотя Стерлинг заметил, что из комплектации Silent Hill 3 выглядит несколько лучше. Также были раскритикованы многочисленные проблемы со звуком. Отрицательно обозреватель высказался и о новом озвучивании главной героини, чей голос потерял природную энергичность и индивидуальность. Работа актёров вспомогательного состава, по его мнению, получилась значительно лучше. Стерлинг отмечал, что синхронизация озвучивания с движением губ персонажей удавалась разработчикам не всегда, а часть текста была или полностью пропущена, или существенно изменена. Поводя итог, автор заявил, что Silent Hill HD Collection является величайшим оскорблением серии.

## Экранизация
Сюжет игры экранизирован в триллере под названием «Silent Hill: Revelation 3D». Режиссёром и сценаристом киноленты выступил Майкл Бассет, заявивший, что первые игры серии изменили игровой мир, потому что история, персонажи, звуковое сопровождение и атмосфера были уникальны для того времени. Съёмки проходили с марта по май 2011 года в Торонто, Канада. Роль Хизер получила молодая 21-летняя актриса Аделаида Клеменс, Винсента сыграл Кит Харингтон, Клаудию — Кэрри-Энн Мосс, Дугласа — Мартин Донован, Леонарда — Малкольм Макдауэлл. К ним также присоединились «звёзды» из первой части — Рада Митчелл, Шон Бин и Дебора Кара Ангер. За музыкальное сопровождение отвечал творческий тандем Акиры Ямаоки и Джеффа Данны. Фильм снят в стереоскопическом формате. Премьера состоялась 26 октября 2012 года.

Основной актёрский состав экранизации
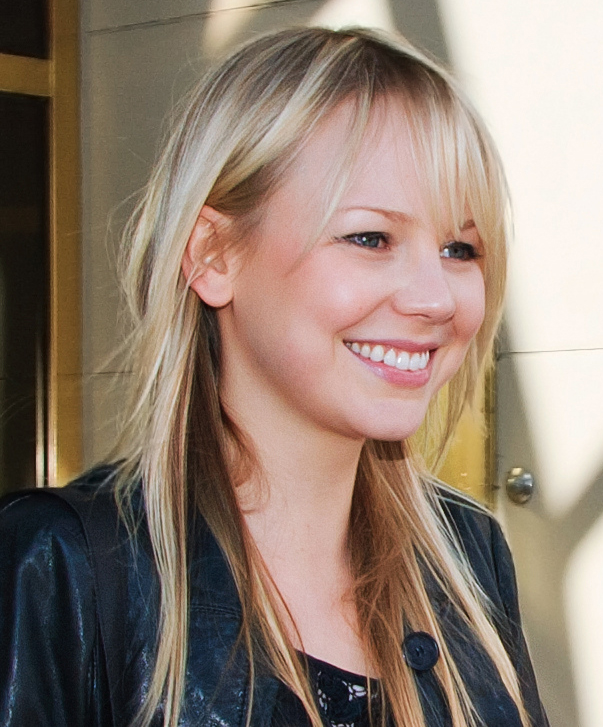
Аделаида Клеменс
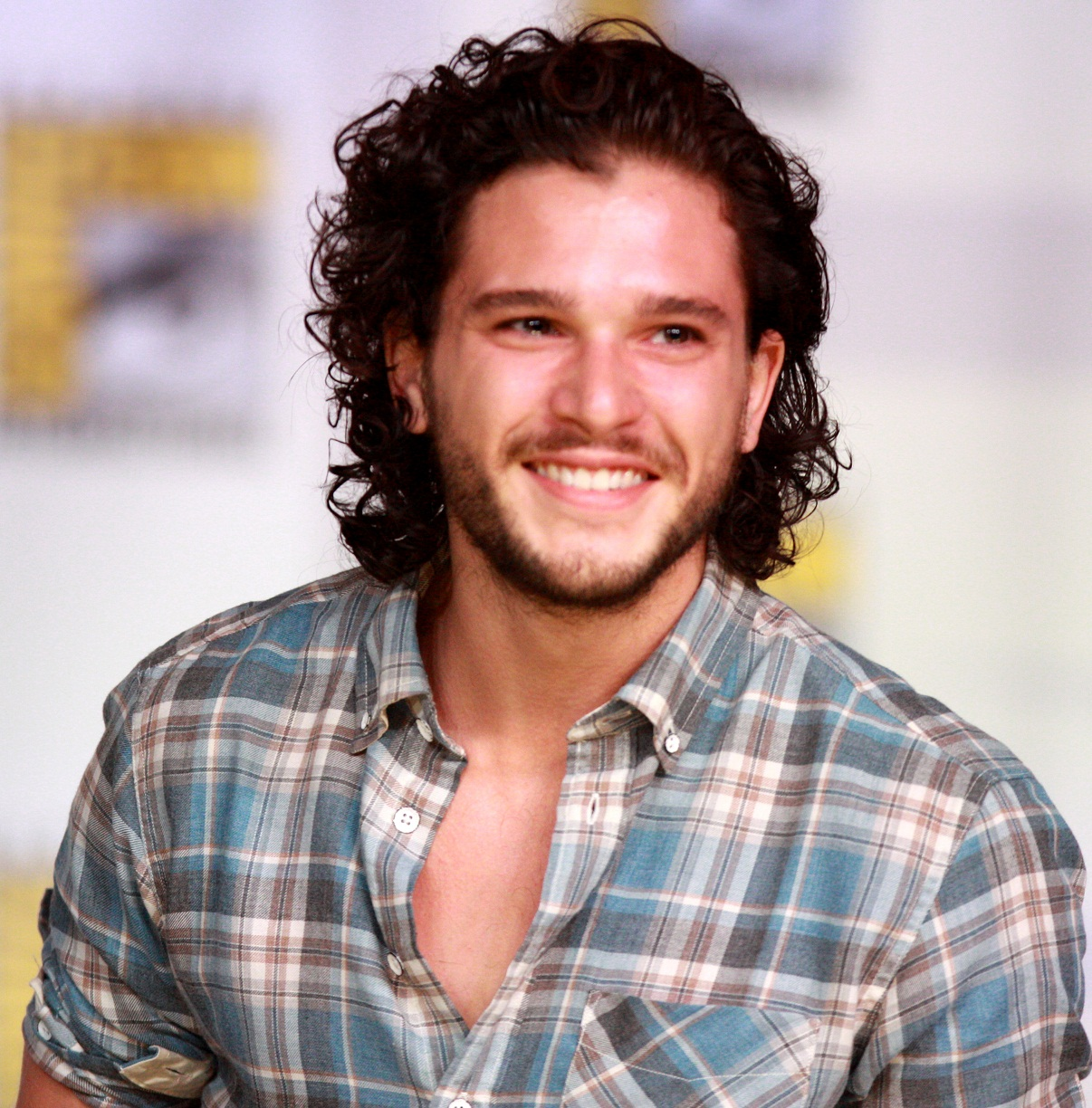
Кит Харингтон
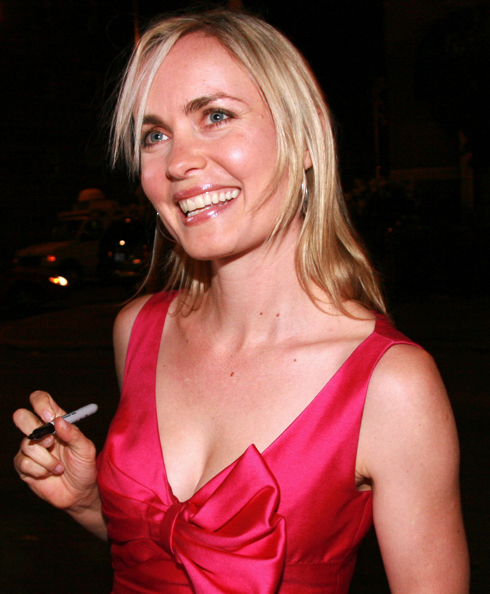
Рада Митчелл
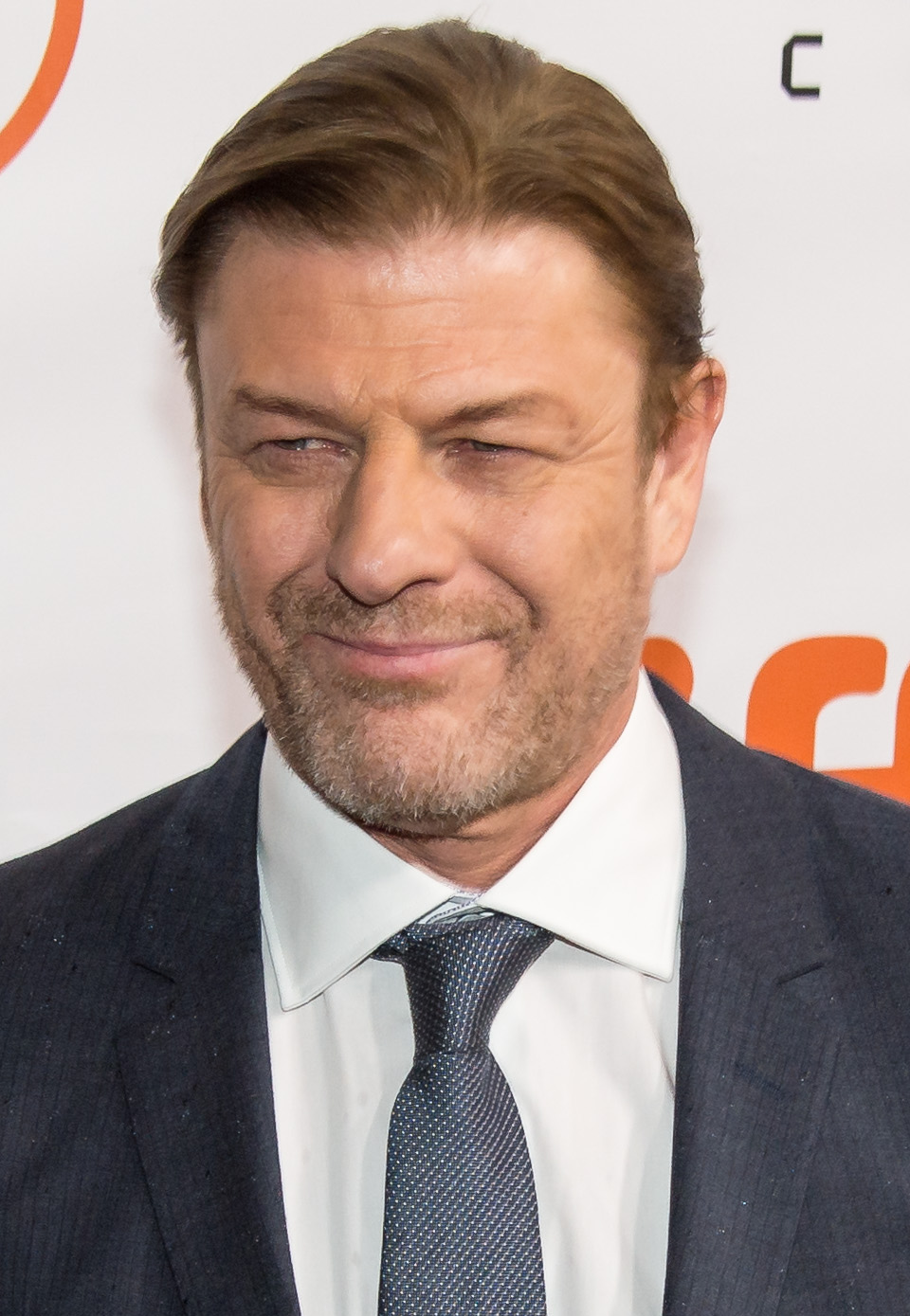
Шон Бин
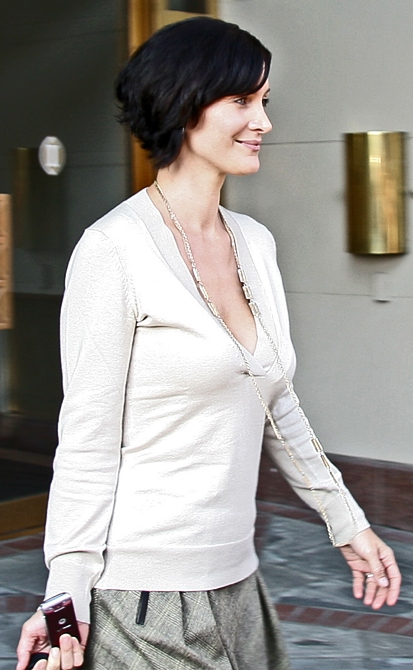
Кэрри-Энн Мосс
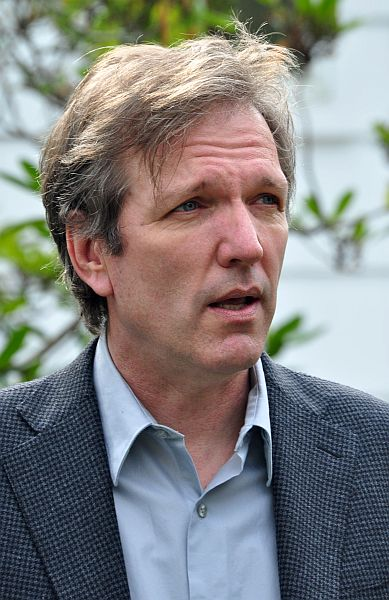
Мартин Донован
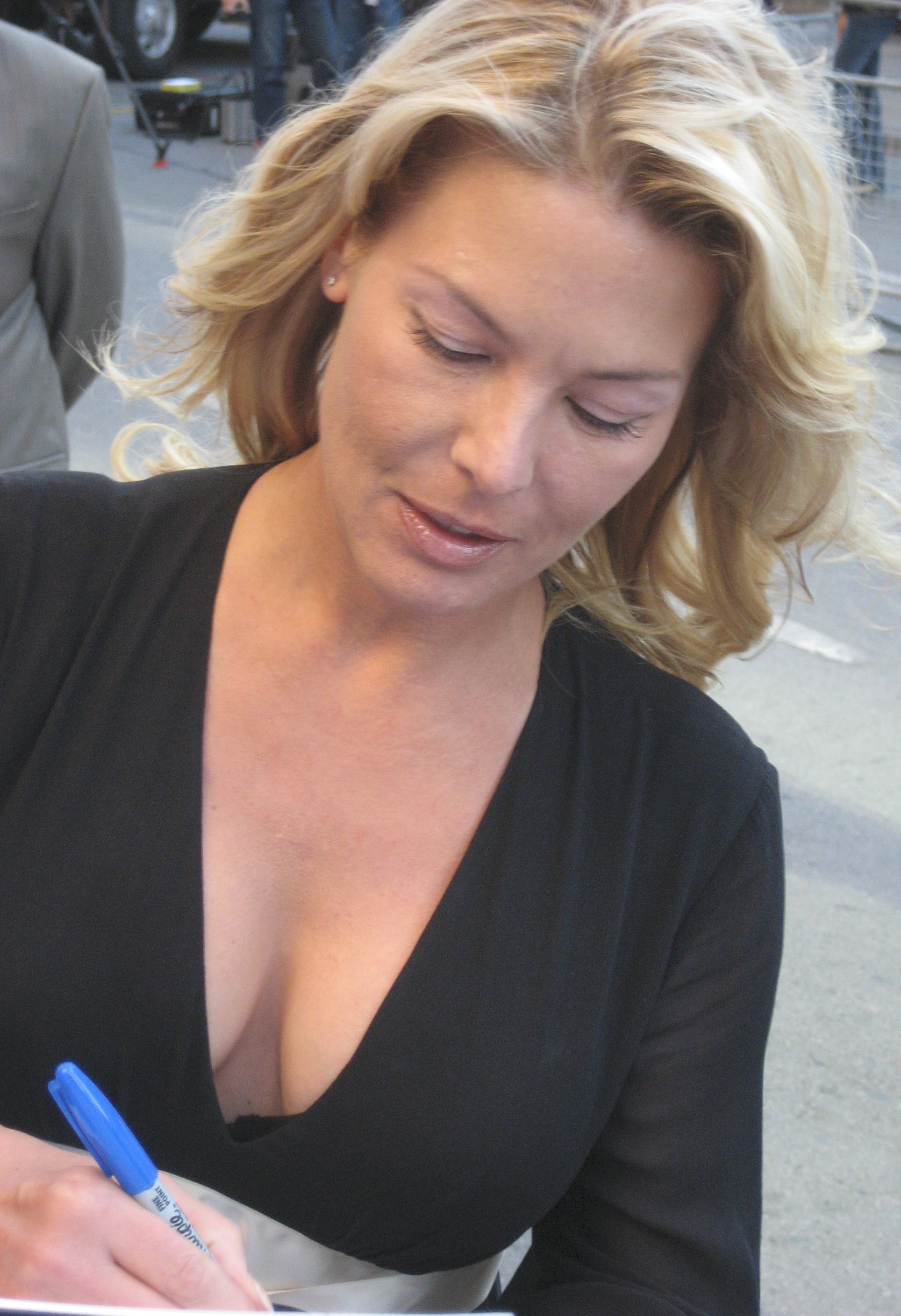
Дебора Кара Ангер
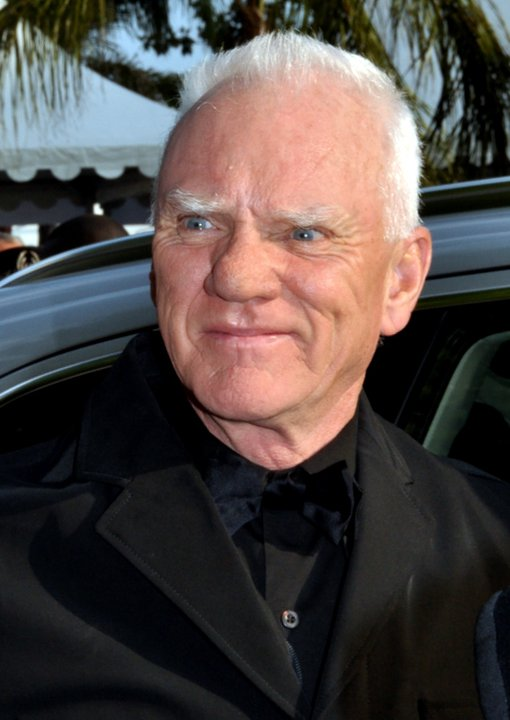
Малкольм Макдауэлл